# Războiul Civil American
Războiul Civil American, deseori denumit Războiul de secesiune (în engleză War of Secession), Războiul dintre state (în engleză War Between the States) sau Războiul dintre Nord și Sud a fost un conflict politic și militar de patru ani (1861–1865) dintre Uniunea sau Statele din Nord ale Statelor Unite ale Americii (care și-a păstrat neschimbată denumirea sa oficială adoptată cu ocazia scrierii Constituției SUA, Statele Unite ale Americii) și Statele din Sud (susținătoare ale sclavagismului) ale acesteia, și anume șapte, mai apoi unsprezece state, care au părăsit pe rând Uniunea în 1860–1861, alcătuind entitatea statală federală denumită Statele Confederate ale Americii (în engleză The Confederate States of America ). 
În timpul alegerilor prezidențiale din anul 1860, Partidul Republican, în frunte cu Abraham Lincoln, a purtat o campanie politică împotriva expansiunii sclaviei în afara statelor în care aceasta exista deja. Victoria republicană în alegeri a avut ca rezultat declarația de secesiune din partea a șapte state din Sud, chiar înainte de învestitura lui Lincoln, care a avut loc la 4 martie 1861. Atât administrația aflată la finalul mandatului, cea a președintelui James Buchanan, cât și cea nouă, a președintelui ales, Abraham Lincoln, au respins secesiunea, privind-o ca pe un act de rebeliune.
Ostilitățile au început la 12 aprilie 1861, când forțele confederate au atacat postul militar federal de la Fort Sumter, din Carolina de Sud. Lincoln a răspuns chemând o armată de voluntari din fiecare stat și ordonând mobilizarea generală, ceea ce a condus la declararea secesiunii a încă patru state sclavagiste din Sud. Ambele părți și-au constituit armate de război, iar Uniunea a preluat controlul statelor de graniță încă din prima perioadă a războiului și a efectuat o severă și eficientă blocadă navală de-a lungul întregului conflict.
În septembrie 1862, Proclamația de emancipare a lui Lincoln a transformat desființarea sclaviei din Sud într-un scop al războiului și i-a determinat pe britanici să nu intervină. Comandantul confederat Robert E. Lee a repurtat câteva victorii pe frontul estic, dar în 1863 înaintarea sa spre nord a fost oprită la Gettysburg, iar pe frontul vestic Uniunea a preluat controlul râului Mississippi după Bătălia de la Vicksburg, separând Confederația în două. Avantajele materiale și numerice ale Nordului s-au concretizat în 1864 când Ulysses S. Grant a măcinat armata lui Lee în mai multe bătălii de uzură, iar generalul unionist William Sherman a ocupat orașul Atlanta, capitala statului Georgia, pentru ca apoi să se deplaseze spre Oceanul Atlantic. Rezistența Confederației s-a prăbușit după ce Lee s-a predat lui Grant la Appomattox pe 9 aprilie 1865.
Războiul, care este conflagrația cu cele mai multe victime din istoria Statelor Unite, s-a soldat cu moartea a peste 620.000 de soldați, a unui număr de peste 325.000 de combatanți dați dispăruți și al unui număr nedeterminat de civili, a pus capăt sclaviei în Statele Unite, a restaurat Uniunea și a întărit rolul guvernului federal în cadrul acesteia. Aspectele sociale, politice, economice și rasiale ale războiului au marcat perioada de reconstrucție care a durat până în 1877 și au continuat să se manifeste și de-a lungul secolului al XX-lea.

## Cauzele războiului
Statele libere
     Statele sclavagiste
     Teritoriile organizate

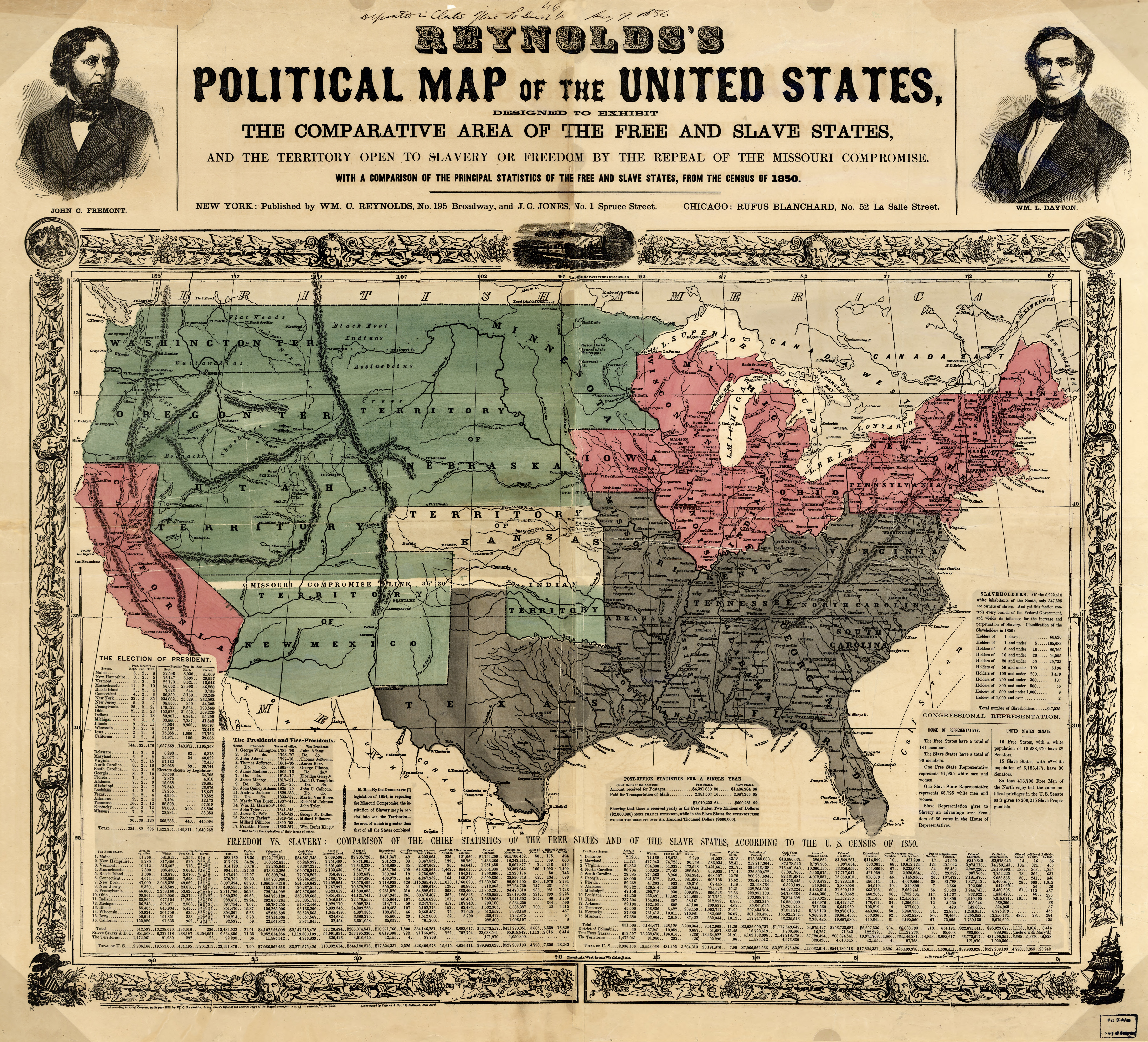
Statele Unite la 1856, cu puțin timp înaintea izbucnirii războiului civil.
Statele libere
Statele sclavagiste
Teritoriile organizate

Coexistența unui Sud sclavagist cu un Nord din ce în ce mai puternic aboliționist a mărit posibilitatea conflictului. Lincoln nu a propus legi federale împotriva sclaviei acolo unde ea exista deja, dar, în 1858, prin discursul „Casa dezbinată”, și-a exprimat dorința de a „limita răspândirea sa, și a o pune acolo unde conștiința publică va putea păstra credința că este pe calea spre dispariția totală”. Mare parte din lupta politică a anilor 1850 s-a concentrat pe extinderea sclaviei în teritoriile nou create. Toate teritoriile organizate aveau mari șanse să devină state libere, ceea ce a crescut mișcarea secesionistă din Sud. Atât Nordul cât și Sudul presupuneau că, dacă sclavia nu se putea extinde, ea va dispărea treptat.
Temerile Sudului de a pierde controlul guvernului federal în fața forțelor antisclavie, și temerile Nordului că forțele sclavagiste controlau guvernul, a adus criza la culme spre sfârșitul anilor 1850. Unele dispute privind moralitatea sclaviei, dimensiunea democrației și meritele economice ale muncii libere în raport cu plantațiile de sclavi au determinat prăbușirea partidului Whig și a mișcării Know Nothing, și apariția unor partide noi, regionale (Partidul Free Soil în 1848, cel Republican în 1854, Uniunea Constituțională în 1860). În 1860, ultimul partid național rămas, Partidul Democrat, s-a rupt pe linii teritoriale.
Atât Nordul, cât și Sudul erau influențate de ideile politice ale lui Thomas Jefferson. Sudiștii puneau accent, în ce privește cu sclavia, pe drepturile statelor în raport cu guvernul federal, idei menționate în Rezoluțiile Kentucky și Virginia ale lui Jefferson. Nordiștii, de la aboliționistul William Lloyd Garrison până la liderul republican moderat Abraham Lincoln puneau accent pe declarația lui Jefferson că toți oamenii sunt creați egali. Lincoln a menționat această propoziție în Discursul de la Gettysburg.
Vicepreședintele confederat Alexander Stephens a spus că sclavia este „piatra de hotar a Confederației” după secesiunea statelor din Sud. După înfrângerea Sudului, Stephens a spus că războiul nu a pornit din subiectul sclaviei, ci din drepturile statelor, și a devenit unul din cei mai acerbi apărători ai Cauzei Pierdute. Președintele confederat Jefferson Davis și-a schimbat și el părerile, de la a spune că războiul a fost cauzat de sclavie la a spune că drepturile statelor au reprezentat cauza. În vreme ce sudiștii foloseau adesea argumentele bazate pe drepturile statelor în apărarea sclaviei, uneori rolurile erau inverse, atunci când sudiști cereau legi naționale de apărare a intereselor lor în raport cu Interdicția Discuției și cu Legea Sclavilor Fugari din 1850. În aceste chestiuni, nordiștii erau cei care voiau să apere drepturile statelor lor.

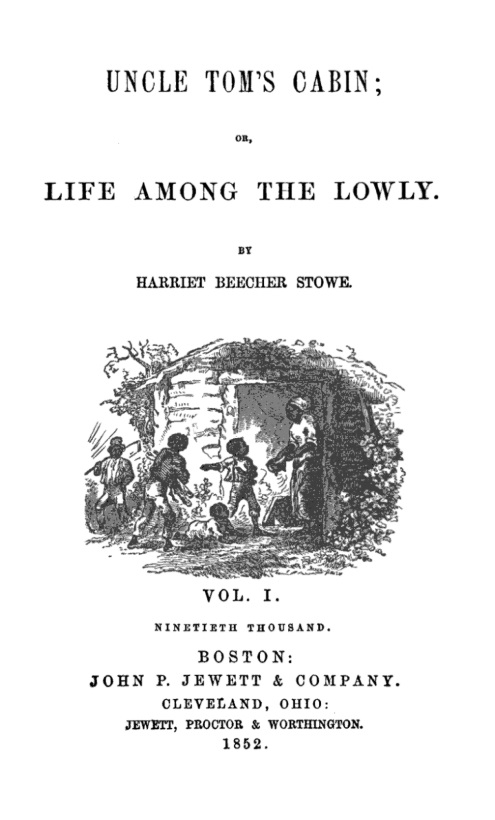
Coperta romanului aboliționist Coliba unchiului Tom, de Harriet Beecher Stowe, carte care a influențat puternic curentul aboliționist din Nord.

Aproape în întregime, criza interregională a implicat sclavia, începând cu dezbaterile privind clauza celor trei cincimi și extinderea pe douăzeci de ani a comerțului cu sclavi africani în Convenția Constituțională din 1787. Controversele privind admiterea statului sclavagist Missouri în Uniune au condus la Compromisul Missouri din 1820, Criza Anulării privind Taxa din 1828 (deși taxa era scăzută după 1846, chiar problema taxei era legată de sclavie), Interdicția Discuției care a interzis discutarea în Congres a petițiilor pentru desființarea sclaviei în perioada 1835–1844, acceptarea Texasului ca stat sclavagist în 1845 și Manifestul Destiny ca argument pentru achiziționarea de noi teritorii în care sclavia avea să devină o problemă, în urma războiului mexicano-american (1846–1848), care a avut ca rezultat Compromisul din 1850. Proviziunea Wilmot a fost o tentativă a politicienilor din Nord de a exclude sclavia din teritoriile cucerite de la Mexic. Extrem de popularul roman aboliționist Coliba unchiului Tom (1852) de Harriet Beecher Stowe a crescut masiv opoziția în rândul Nordului față de Legea Sclavilor Fugari din 1850.
În 1854, Manifestul Ostend a fost o tentativă nereușită a Sudului de a anexa Cuba ca stat sclavagist. Planurile rivale ale nordului și sudului pentru traseul căii ferate transcontinentale s-au împletit cu controversa Bleeding Kansas privind sclavia. Sistemul Bipartit s-a prăbușit după adoptarea Legii Kansas-Nebraska din 1854, care a înlocuit Compromisul Missouri cu suveranitatea populară, permițând locuitorilor unui teritoriu să voteze pentru sau împotriva sclaviei. În 1856 discuțiile în cadrul Congresului, privind sclavia, au devenit violente când reprezentantul Preston Brooks din Carolina de Sud l-a atacat și l-a rănit grav pe senatorul republican Charles Sumner în Senat după discursul lui Sumner intitulat "Crime against Kansas" („Crimă împotriva Kansasului”). Decizia Curții Supreme de Justiție din 1857 în cazul Dred Scott v. Sandford a permis sclavia în teritorii chiar și dacă majoritatea se opusese sclaviei în referendum, inclusiv în Kansas. Constituția Lecompton din 1857 a fost o tentativă controversată de a admite statul Kansas în Uniune ca stat sclavagist.  Dezbaterile Lincoln-Douglas din 1858 au privit și Doctrina Freeport a liderului democrat din nord Stephen Douglas. Această doctrină a reprezentat un argument pentru a ocoli decizia Dred Scott care, combinată cu înfrângerea Constituției Lecompton a lui Douglas, a divizat Partidul Democrat între Nord și Sud. Raidul aboliționistului din nord John Brown la Harpers Ferry Armory a fost o tentativă de a incita sclavii la revoltă în 1859. Ruptura Nord-Sud din 1860 din sânul Partidului Democrat datorată cerințelor Sudului pentru un cod al sclavilor în teritorii a fost emblematică pentru polarizarea națiunii între Nord și Sud.
Printre alte cauze ale războiului se numără secționalismul (cauzat de creșterea sclaviei în Sud, în timp ce ea a dispărut încet în Nord) și diferențele economice între Nord și Sud, deși majoritatea istoricilor moderni sunt în dezacord cu determinismul economic extrem al istoricului Charles Beard și afirmă că economiile Nordului și Sudului erau în mare parte complementare. Efectul polarizant al sclaviei și controversele cauzate de cruzimile sclaviei (biciuiri, mutilări și despărțirea familiilor) au împărțit și marile culte religioase (bisericile metodistă, baptistă și prezbiteriană). Faptul că șapte din opt imigranți se stabileau în Nord, plus faptul că de două ori mai mulți albi plecau din Sud în Nord decât invers, au contribuit la comportamentul politic defensiv-agresiv al Sudului.
Alegerea lui Lincoln în 1860 a fost declanșatorul final al secesiunii. Eforturile pentru compromis, inclusiv Amendamentul Corwin⁠(d) și Compromisul Crittenden⁠(d), au eșuat.
Liderii din Sud se temeau că Lincoln va opri expansiunea sclaviei și că o va duce la dispariție. Statele sclavagiste, care deveniseră minoritare în Camera Reprezentanților, aveau în față minoritarismul perpetuu în Senat și în Colegiul Electoral în fața unui Nord din ce în ce mai puternic.

### Sclavia
Există o corelație puternică între gradul de susținere a secesiunii și numărul de plantații din regiune; statele din Sudul îndepărtat, cu cea mai mare concentrație de plantații, au fost primele care s-au separat. Statele sclavagiste dinspre nord, Virginia, Carolina de Nord, Arkansas, și Tennessee aveau puține plantații și au respins secesiunea până când criza Fort Sumter i-a forțat să aleagă o parte. Statele de graniță aveau mai puține plantații și nu s-au separat.
Procentul de albi din Sud care trăiau în familii proprietare de sclavi era de 36,7% în Sudul extrem, 25,3% în zonele mai nordice, și 15,9% în statele de graniță care au luptat de partea Uniunii. 95% din negri trăiau în Sud, reprezentând o treime din populația de acolo, în Nord ei constituind doar 1% din populație. În consecință, temerile de emanciparea negrilor erau mai mari în Sud decât în Nord.

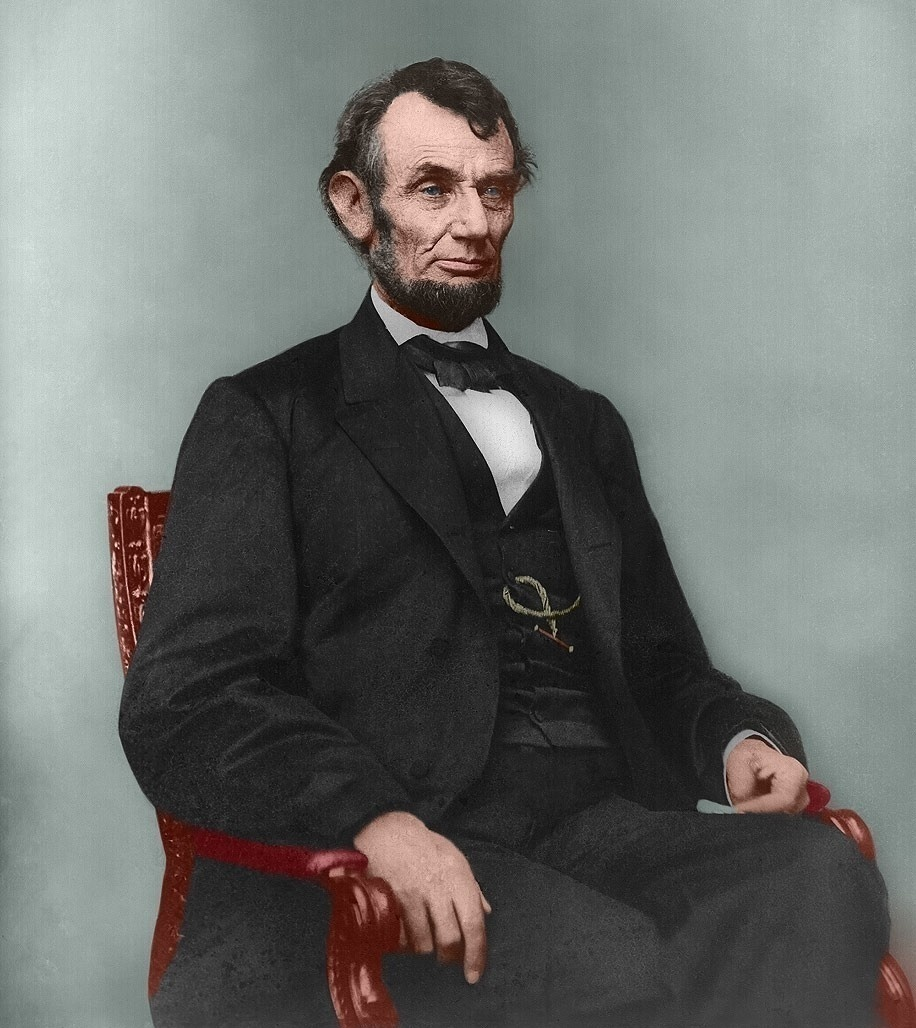
Abraham Lincoln,
al 16-lea Președinte al Statelor Unite (1861–1865)

Decizia Curții Supreme din 1857 în cazul Dred Scott v. Sandford a amplificat controversele. Decizia Președintelui Curții Supreme Roger B. Taney însemna că sclavi sunt „atât de inferiori încât nu au drepturi pe care albii să fie obligați să le respecte”, și că sclavia se putea răspândi în teritorii. Lincoln a avertizat că „următoarea decizie de tip Dred Scott” ar putea amenința statele din Nord cu sclavia.
Politicianul din Nord Abraham Lincoln a spus: „această chestiune a sclaviei era mai importantă decât oricare alta; într-atât încât s-a ajuns ca nici o altă chestiune națională să nu obțină audieri." Problema sclaviei era legată de competiția pentru controlul asupra teritoriilor, și cerințele Sudului pentru un cod al sclavilor în teritorii a reprezentat chestiunea utilizată de aceștia pentru a rupe Partidul Democrat în două, ceea ce aproape a garantat alegerea lui Lincoln și secesiunea. Când secesiunea a devenit o problemă, deținătorul de plantații din Carolina de Sud și senatorul John Townsend a spus că „dușmanii noștri sunt pe cale să preia frâiele Guvernului, și intenționează să ne conducă după capriciile teoriilor lor fanatice, și conform scopului declarat de abolire a sclaviei." Opinii similare au fost exprimate în tot Sudul în editoriale, în discursuri politice și în declarații privind motivele secesiunii. Deși Lincoln nu avea planuri de a interzice sclavia acolo unde ea exista deja, oameni din tot Sudul și-au exprimat temeri pentru viitorul sclaviei.

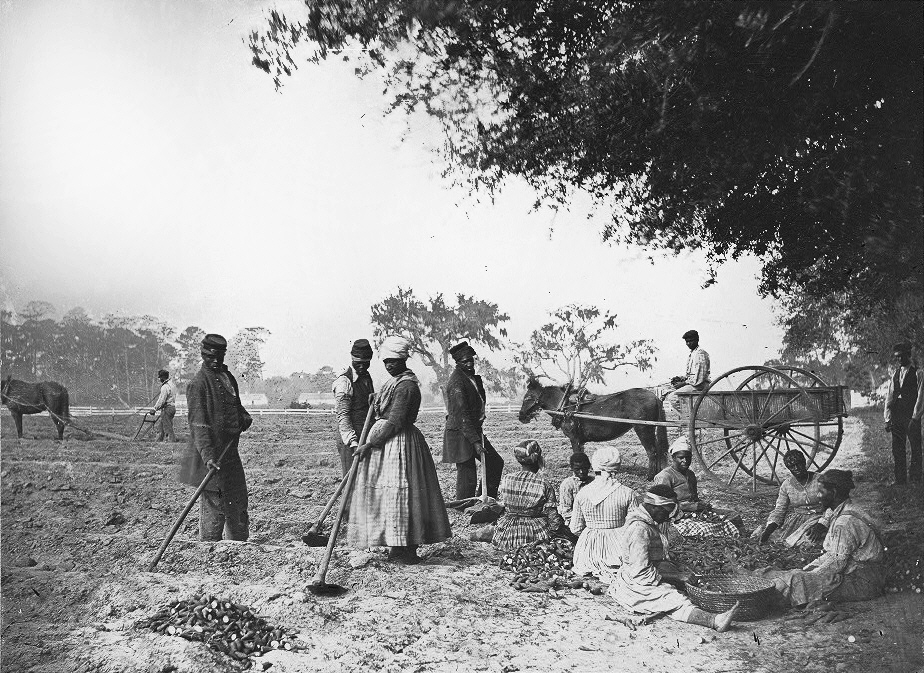
Sclavi pe o plantație de cartofi

Printre îngrijorările Sudului se numărau nu doar pierderile economice, ci și temerile de egalitate rasială. Declarația privind Cauzele Secesiunii statului Texas specifica faptul că statele nesclavagiste „proclamă înjositoarea doctrină a egalității tuturor oamenilor, indiferent de rasă sau culoare”, și că rasa africană era „pe drept privită ca rasă inferioară și dependentă”. Secesionistul E. S. Dargan din Alabama a spus că emanciparea i-ar face pe sudiști să se simtă „demoralizați și degradați”.
Începând din anii 1830, conducerea Poștei Federale a refuzat să mai transporte pamflete aboliționiste către statele din Sud. Profesorii proveniți din Nord și suspectați de înclinații aboliționiste erau expulzați din Sud, iar literatura aboliționistă era interzisă. Când republicanii au declarat că nu sunt aboliționiști, sudiștii au respins această apărare. 
Și Nordul se simțea amenințat, după cum constată Eric Foner, „nordiștii ajunseseră să vadă sclavia ca pe antiteza unei societăți bune, și ca pe o amenințare la adresa valorilor și intereselor lor fundamentale”.

## Secesiunea statelor din Sud

### Secesiunea Carolinei de Sud
Carolina de Sud a adoptat Declarația Cauzelor Imediate Care Produc și Justifică Secesiunea Carolinei de Sud de la Uniunea Federală la 24 decembrie 1860. Declarația apăra, pe baza drepturilor statelor, interesele proprietarilor de sclavi din Sud, dar conținea și o plângere cu referire la drepturile statelor din Nord sub forma opoziției față de Legea Sclavilor Fugari din 1850, susținând că statele din Nord nu-și îndeplineau obligațiile federale în raport cu Constituția. Toate încălcările drepturilor lor acuzate de statele din Sud erau legate de sclavie.

### Iarna secesiunii
Înainte ca Lincoln să fie învestit în funcție, șapte state își declaraseră secesiunea față de Uniune. Ele au înființat un guvern al Sudului, sub numele de Statele Confederate ale Americii la 9 februarie 1861. Confederația a preluat controlul asupra forturilor federale și asupra altor proprietăți din cadrul granițelor lor fără prea multă opoziție din partea președintelui James Buchanan, al cărui mandat se încheia la 4 martie 1861. Buchanan a afirmat că „Sudul nu are nici un drept să se separe, dar eu nu am nici o putere de a-l opri.” Un sfert din armata americană—întreaga garnizoană din Texas—a fost predată forțelor statelor secesioniste de către generalul David E. Twiggs, care a trecut de partea Confederației.
Întrucât sudiștii au renunțat la locurile lor din Senat și din Camera Reprezentanților, secesiunea a permis republicanilor să adopte legi care fuseseră blocate de senatorii sudiști înainte de război, inclusiv Taxa Morill, Legea Morill care dădea unor instituții de învățământ pământ federal, Legea Căminelor, legea căii ferate transcontinentale, legea națională a băncilor și Legea Monedei din 1862. Legea Veniturilor din 1861 a introdus impozitul pe venit⁠(d) pentru a finanța războiul.

### Confederația
State separate înainte de 15 aprilie 1861
      State separate după 15 aprilie 1861
      State unioniste care permiteau sclavia
      State unioniste care interziceau sclavia
      Teritorii

Statutul statelor, la 1861.
State separate înainte de 15 aprilie 1861
State separate după 15 aprilie 1861
State unioniste care permiteau sclavia
State unioniste care interziceau sclavia
Teritorii

Șapte state din Sudul îndepărtat s-au separat până în februarie 1861, începând cu Carolina de Sud, Mississippi, Florida, Alabama, Georgia, Louisiana și Texas. Aceste șapte state au format Statele Confederate ale Americii, la 4 februarie 1861, cu Jefferson Davis ca președinte, și o structură guvernamentală bazată pe Constituția SUA. În urma atacului asupra Fort Sumter, Președintele Lincoln a cerut înființarea unei armate de voluntari din fiecare stat. În două luni, alte patru state sclavagiste din Sud și-au declarat separarea de SUA și au aderat la Confederație: Virginia, Arkansas, Carolina de Nord și Tennessee. Districtele din zona de nord-vest a Virginiei s-au separat și ele de statul Virginia, aderând din nou la Uniune sub forma noului stat Virginia de Vest la 20 iunie 1863. Până spre sfârșitul lui 1861, statele Missouri și Kentucky erau divizate—fiecare cu câte două guverne, unul pro-Sud și altul pro-Nord.

### Statele Uniunii
State unioniste
      Teritorii ale Uniunii unde nu era permisă sclavia
      State de graniță ale Uniunii, în care sclavia era permisă
      Statele confederate
      Teritoriile Uniunii revendicate de Confederație, în care era permisă sclavia la începutul războiului, dar de unde a fost abolită de guvernul federal în 1862.

Uniunea vs. Confederația.
State unioniste
Teritorii ale Uniunii unde nu era permisă sclavia
State de graniță ale Uniunii, în care sclavia era permisă (Unul din aceste state, Virginia de Vest, a fost înființat în 1863, în timp ce Kentucky și Missouri aveau guverne concurente, câte unul confederat și unul unionist)
Statele confederate
Teritoriile Uniunii revendicate de Confederație, în care era permisă sclavia la începutul războiului, dar de unde a fost abolită de guvernul federal în 1862.

Douăzeci și trei de state au rămas loiale Uniunii: California, Connecticut, Delaware, Illinois, Indiana, Iowa, Kansas, Kentucky, Maine, Maryland, Massachusetts, Michigan, Minnesota, Missouri, New Hampshire, New Jersey, New York, Ohio, Oregon, Pennsylvania, Rhode Island, Vermont, și Wisconsin. Pe parcursul războiului, Nevada și Virginia de Vest s-au alăturat Uniunii ca state noi. Tennessee și Louisiana au revenit sub controlul militar al Uniunii în prima parte a războiului.
Teritoriile Colorado, Dakota, Nebraska, Nevada, New Mexico, Utah, și Washington au luptat de partea Uniunii. Câteva triburi de băștinași care practicau sclavagismul au susținut Confederația, în Teritoriul Indian (astăzi Oklahoma) având loc un mic război civil sângeros.

### Statele de graniță
Statele de graniță ale Uniunii au fost Virginia de Vest (stat format prin separarea unei părți din Virginia), și patru dintre cele mai nordice state sclavagiste (Maryland, Delaware, Missouri și Kentucky).
Maryland avea numeroși oficiali pro-Confederație care au tolerat revoltele antiunioniste din Baltimore și arderea podurilor. Lincoln a răspuns declarând lege marțială și a chemat în ajutor armata. Milițiile care se formaseră în Nord s-au grăbit spre orașele Washington și Baltimore. Înainte ca guvernul Confederat să realizeze ce se întâmplă, Lincoln preluase ferm controlul asupra statului Maryland (și a Districtului Federal Columbia), arestând toți membrii guvernului din Maryland și închizându-i fără proces.

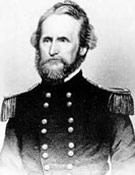
Generalul Nathaniel Lyon, a cărui armată a asigurat controlul unionist asupra statului Missouri

În Missouri, un grup de reprezentanți aleși special pentru această decizie, au votat să rămână în cadrul Uniunii. Când guvernatorul pro-Confederație Claiborne Fox Jackson a chemat armata statului, ea a fost atacată de forțele federale sub comanda generalului Nathaniel Lyon. După Afacerea Camp Jackson, Lyon a urmărit pe guvernator și pe restul armatei loiale acestuia spre colțul sud-vestic al statului. În vidul de putere rezultat, reprezentanții care votaseră rămânerea în uniune s-au reorganizat și au preluat puterea sub forma unui guvern unionist provizoriu al statului Missouri.
Kentucky nu s-a separat; o vreme, s-a declarat stat neutru. Când forțele confederate au pătruns pe teritoriul statului în septembrie 1861, s-a renunțat la neutralitate și Kentucky și-a reafirmat statutul de membru al Uniunii, încercând să păstreze și sclavia. În timpul unei scurte invazii a forțelor confederate, simpatizanții Confederației au organizat o convenție secesionistă, numind un guvernator, și obținând recunoașterea din partea Confederației. Guvernul rebel a fugit imediat în exil și nu a deținut niciodată controlul asupra statului Kentucky.
După votul secesionist al Virginiei, susținătorii Uniunii, majoritari în cincizeci de districte ale zonei de nord-vest a Virginiei au votat, la 24 octombrie 1861 înființarea noului stat Virginia de Vest. Majoritatea votanților din ceea ce este astăzi statul Virginia de Vest votaseră anterior împotriva secesiunii statului Virginia. Noul stat a fost admis în cadrul Uniunii la 20 iunie 1863.
Secesiuni unioniste similare cu cea din Virginia au fost încercate și în estul statului Tennessee, dar acestea au fost suprimate de Confederație. Jefferson Davis a arestat peste 3000 de oameni suspecți de loialitate față de Uniune și i-a închis fără proces.

## Desfășurarea

### Începutul războiului

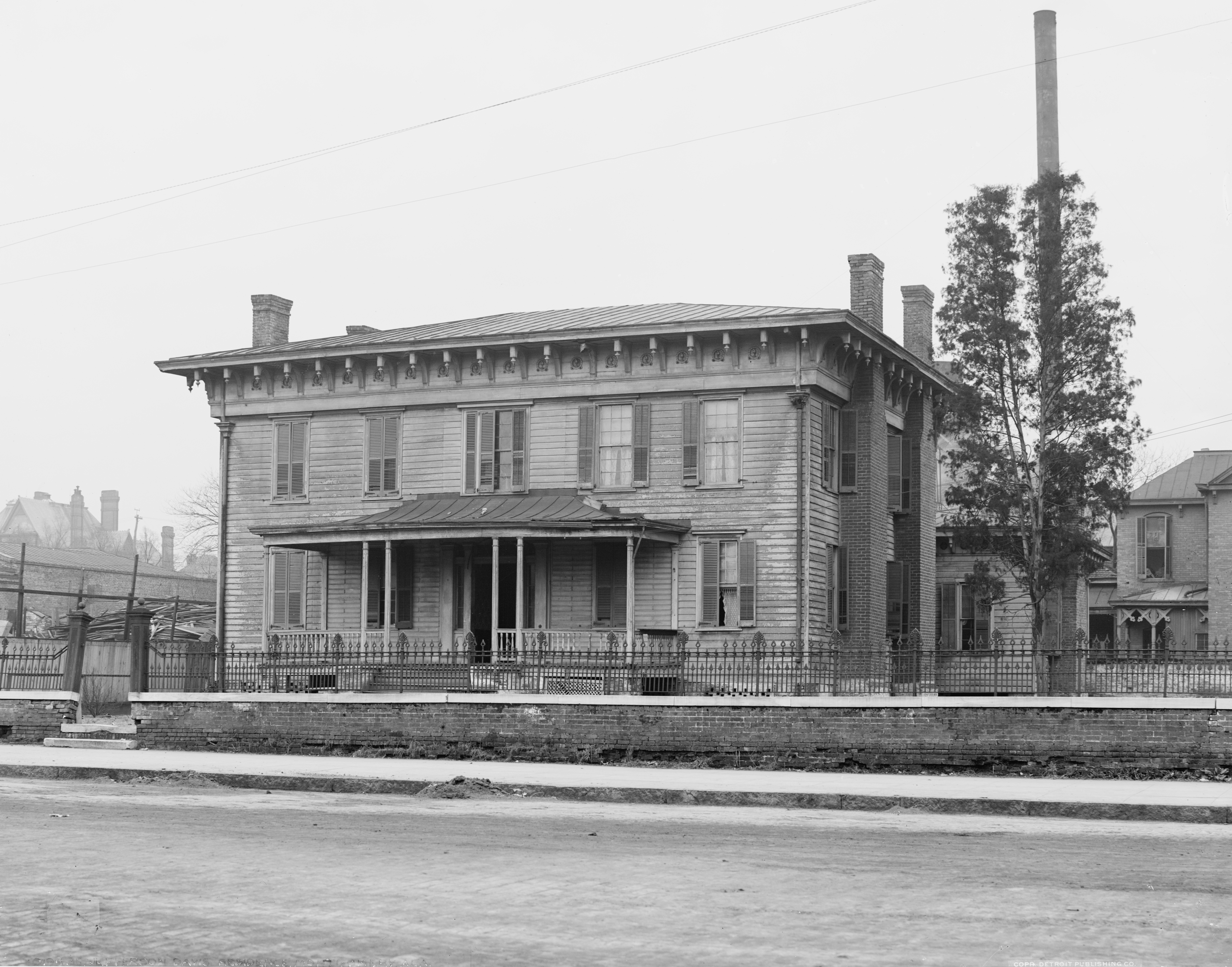
Prima Casă Albă a Confederației, din Montgomery, Alabama. Fotografie de la 1906

Victoria lui Lincoln în alegerile prezidențiale din 1860 a declanșat declarația de secesiune a Carolinei de Sud. Până în februarie 1861, șase alte state sudice au făcut declarații similare. La 7 februarie, cele șapte state au adoptat o constituție provizorie a Statelor Confederate ale Americii stabilind și capitala temporară a acestei Confederații în Montgomery, Alabama. O conferință de pace s-a ținut la Washington într-o tentativă nereușită de a rezolva criza. Restul de opt state sclavagiste au refuzat ofertele de intrare în Confederație. Forțele confederate au ocupat majoritatea forturilor din granițele lor. Președintele Buchanan a protestat dar nu a dat niciun răspuns militar, în afara unei tentative eșuate de aprovizionare a Fort Sumter cu nava Star of the West, asupra căreia cadeții de la The Citadel au tras înainte de a ajunge la fort. Totuși, guvernatorii statelor Massachusetts, New York, și Pennsylvania au început să cumpere arme și să pregătească trupe paramilitare.

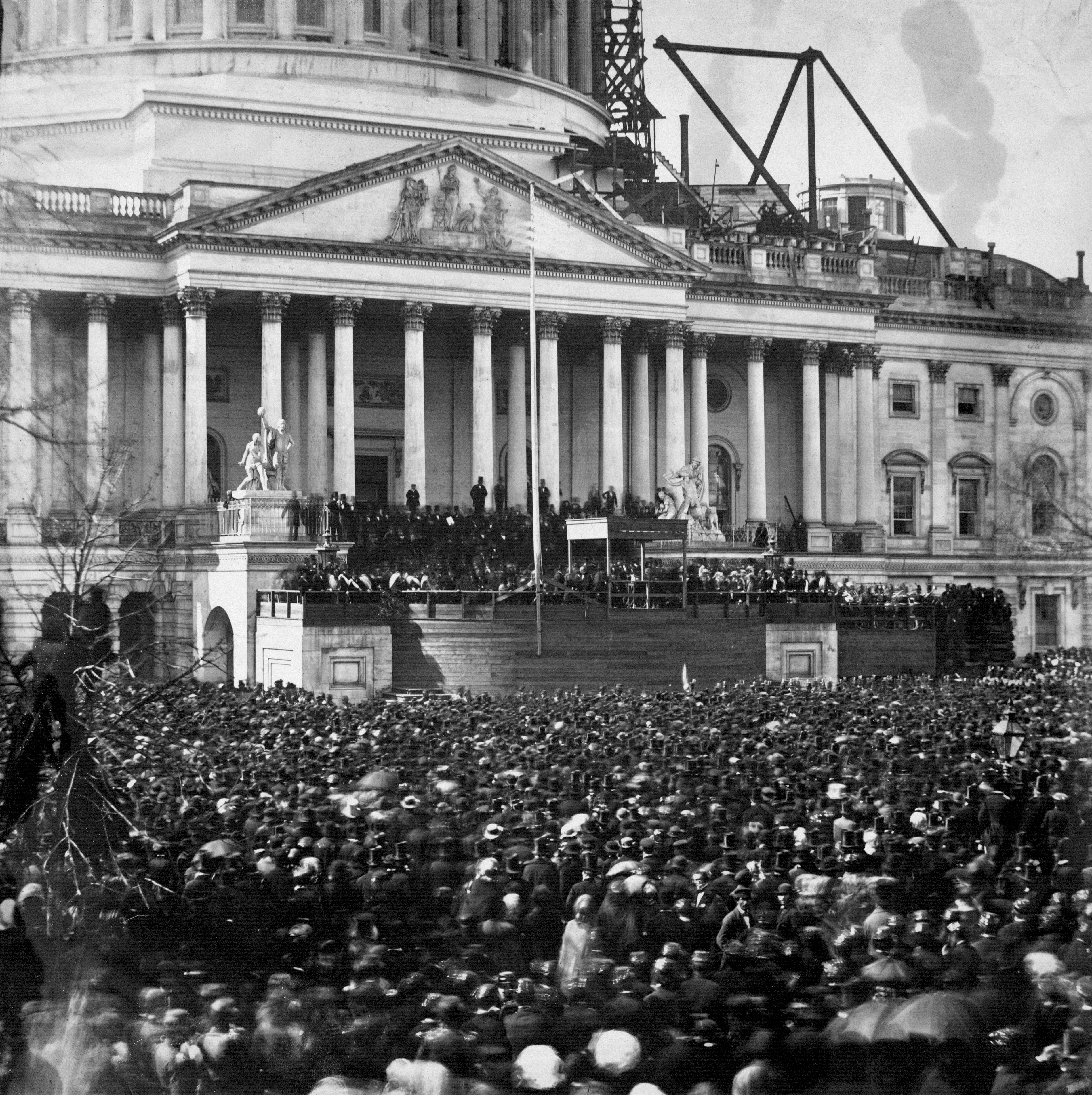
Prima ceremonie de inaugurare a Președintelui Lincoln, la 4 martie 1861

La 4 martie 1861, Abraham Lincoln a depus jurământul ca Președinte. În discursul de învestitură, el a spus că Constituția era o uniune mai perfectă decât Articolele de Confederație și Veșnică Unire, că era un contract obligatoriu, și a denunțat orice secesiune ca „nulă și neavenită”. El a afirmat că nu avea intenția de a invada statele din Sud, și nici pe cea de a interzice sclavia acolo unde ea exista deja, dar că va face uz de forță pentru a păstra proprietatea federală. Discursul său s-a încheiat cu un apel la restaurarea uniunii.
Sudul a trimis delegați la Washington și s-a oferit să plătească pentru proprietatea federală și a propus un tratat de pace cu Statele Unite. Lincoln a respins orice negocieri cu agenții confederați pe motiv că Confederația nu este un guvern legitim, și că orice tratat semnat cu acesta ar echivala cu recunoașterea sa ca guvern suveran. Totuși, Secretarul de Stat William Seward a demarat negocieri neautorizate și indirecte, care nu au avut însă niciun succes.

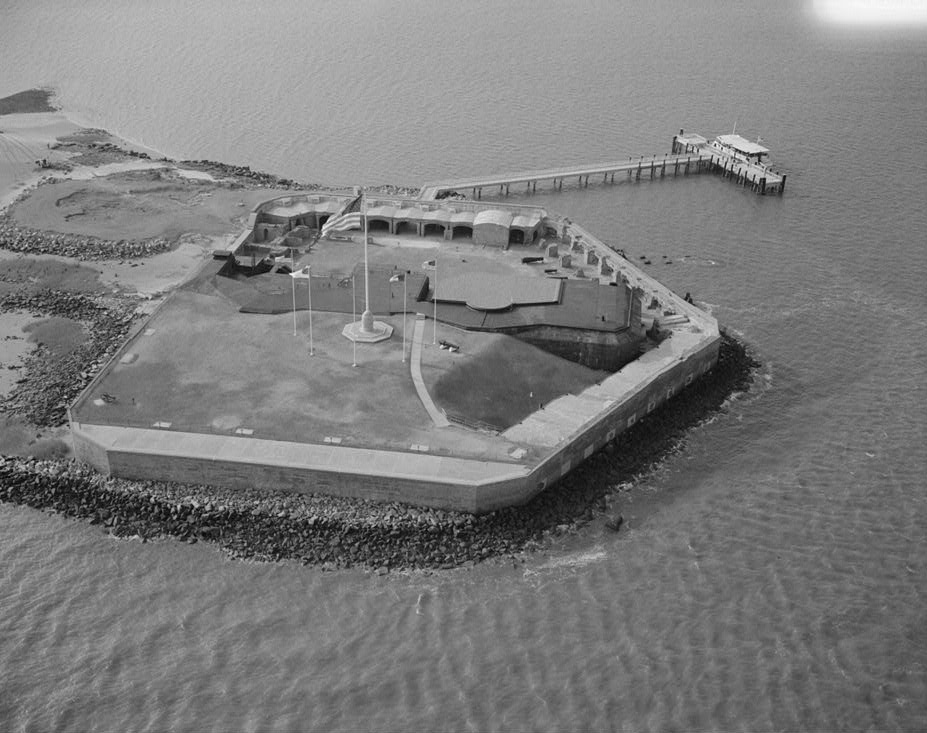
Fort Sumter, vedere din avion. Imagine din 1991.

Fort Sumter din Charleston, Carolina de Sud, Fort Monroe, Fort Pickens și Fort Taylor rămăseseră ultimele forturi păstrate de Statele Unite pe teritoriul Confederației, iar Lincoln era hotărât să păstreze controlul asupra Fort Sumter. Din ordinele Președintelui Confederației, Jefferson Davis, trupele controlate de guvernul confederat, sub comanda lui P. G. T. Beauregard au bombardat fortul cu artilerie în ziua de 12 aprilie, forțând capitularea garnizoanei dinăuntru. Nordiștii s-au solidarizat cu apelul lui Lincoln către toate statele de a trimite trupe pentru recapturarea forturilor și păstrarea Uniunii. Scara rebeliunii fiind încă restrânsă, Lincoln a cerut 75.000 de voluntari pentru o perioadă de 90 de zile. În lunile precedente, mai mulți guvernatori din Nord își pregătiseră discret armatele statelor lor; a doua zi, forțele acestea s-au pus în mișcare.
Patru state de la nord de Confederație (Tennessee, Arkansas, Carolina de Nord, și Virginia), care respinseseră repetat până atunci propunerile confederate, au refuzat să trimită forțe împotriva vecinilor, declarând și ele secesiunea, și aderând la Confederație. Pentru a răsplăti Virginia, capitala Confederației a fost mutată la Richmond. Orașul a devenit un simbol al Confederației. Richmond era într-o poziție foarte vulnerabilă, la capătul unui drum de aprovizionare confederat foarte lung. Deși Richmond era puternic fortificat, proviziile orașului aveau să fie reduse prin capturarea de către Sherman a orașului Atlanta și blocat aproape complet în momentul când Grant a asediat orașul Petersburg și căile ferate care aprovizionau capitala Confederației.

### Planul Anaconda și blocada, 1861

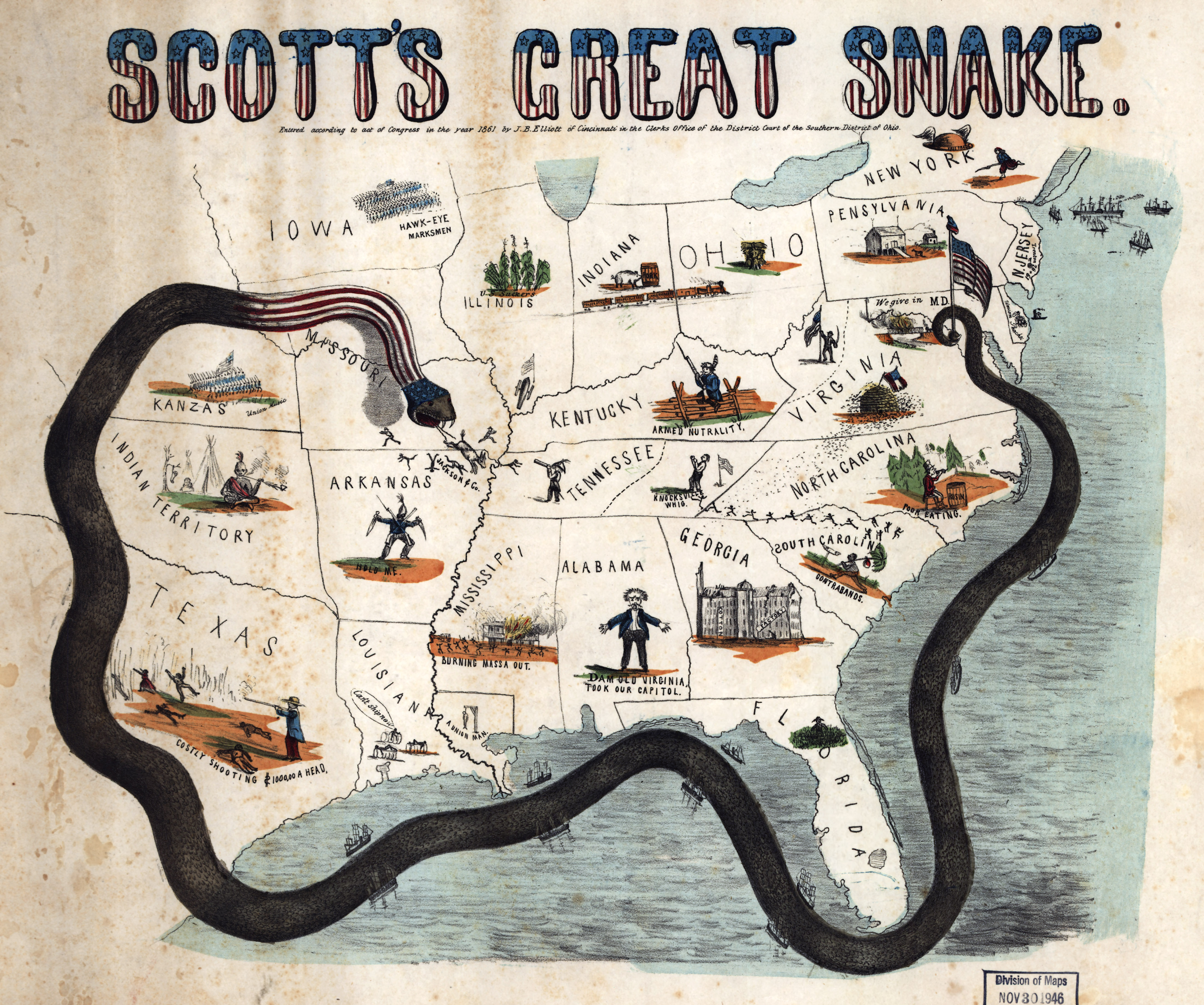
Caricatură din 1861 a planului Anaconda al lui Scott

Winfield Scott, comandantul armatei Statelor Unite, a gândit Planul Anaconda, un plan de a câștiga războiul cu cât mai puțină vărsare de sânge. Ideea sa era aceea că o blocadă a principalelor porturi ar slăbi economia Confederației; apoi capturarea Râului Mississippi avea să împartă Sudul în două. Lincoln a adoptat planul, dar a ignorat avertismentele lui Scott privind un atac imediat asupra Richmondului.
În mai 1861, Lincoln a aplicat blocada tuturor porturilor din Sud, oprind orice transport internațional destinat Confederației. Navele și încărcăturile celor ce încercau să treacă puteau fi confiscate și, de cele mai multe ori, nu erau acoperite de asigurări. Până spre sfârșitul lui 1861, blocada dusese la încetarea unei mari părți din traficul local între porturi. Blocada a oprit exporturile de bumbac, ruinând economia sudului. Investitorii britanici au construit nave ușoare și rapide care transportau arme și obiecte de lux din Insulele Bermude, Cuba și Bahamas la schimb cu tutun și bumbac. Când erau capturate, navele și încărcătura erau vândute și banii erau dați marinarilor unioniști, dar echipajele britanice erau eliberate. Penuriile de hrană și alte bunuri, declanșate de blocadă, atacurile armatei uniunii și rechizițiile recoltelor de către armatele confederate s-au combinat cauzând hiperinflație și revolte în Sud.
La 8 martie 1862, Marina Confederației a dat o luptă împotriva Marinei Uniunii când cuirasatul CSS Virginia⁠(d) a atacat blocada; acesta părea de neoprit, dar a doua zi a trebuit să lupte cu noua navă de război a uniunii USS Monitor în Bătălia de la Hampton Roads⁠(d). Bătălia s-a încheiat nedecis, ceea ce a însemnat o victorie strategică a Uniunii prin aceea că blocada s-a păstrat. Confederația a pierdut CSS Virginia⁠(d), nava fiind scufundată pentru a evita capturarea, iar Uniunea a construit mai multe copii ale navei USS Monitor. În lipsa tehnologiei de construcție a navelor de război eficiente, Confederația a încercat să obțină nave de război britanice. Victoria Uniunii în a doua bătălie de la Fort Fisher în ianuarie 1865 a dus la închiderea ultimului port util din Sud.

### Teatrul estic de operațiuni, 1861–1863

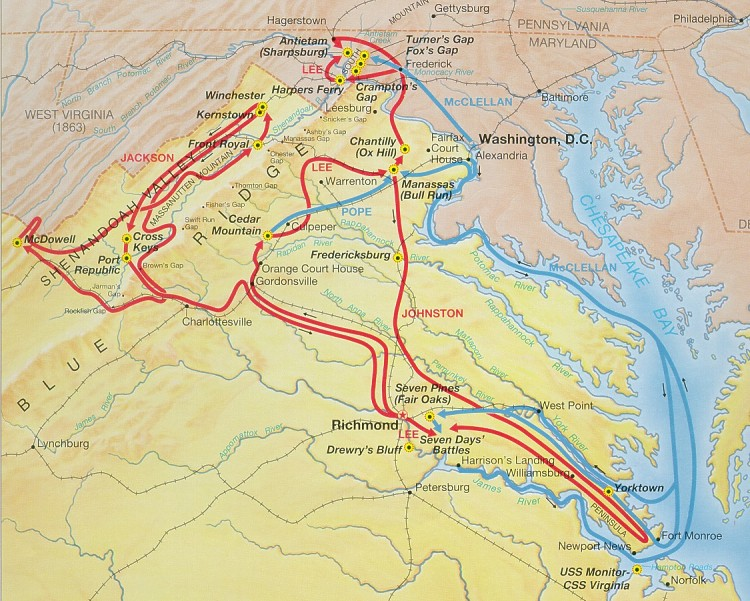
Operațiuni pe teatrul de est în 1862

Din cauza rezistenței puternice a unor forțe confederate inițiale la Manassas, Virginia, în iulie 1861, un marș al trupelor unioniste sub comanda generalului-maior Irvin McDowell spre forțele confederate de acolo a fost blocat în prima bătălie de la Bull Run, în urma căreia trupele unioniste au fost forțate să se retragă la Washington, D.C., de armata confederată condusă de generalii Joseph E. Johnston și Pierre Beauregard. În această bătălie, generalul confederat Thomas Jackson a primit porecla de Stonewall (Zid de piatră) datorită rezistenței opuse unioniștilor. Alarmați de înfrângere, și într-o tentativă de a preveni secesiunea altor state sclavagiste, Congresul SUA a adoptat Rezoluția Crittenden-Johnson la 25 iulie, în care se spunea că războiul este luptat pentru păstrarea Uniunii și nu pentru desființarea sclaviei.

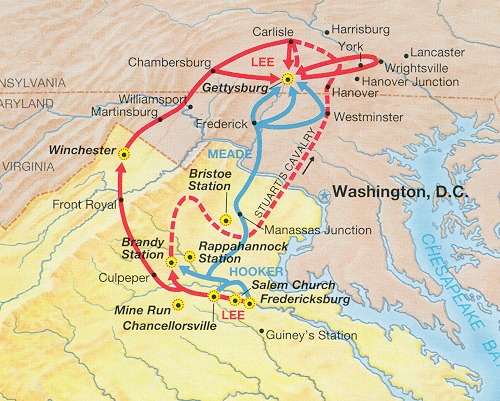
Operațiuni pe teatrul de est în 1863

Generalul-maior George B. McClellan a preluat comanda armatei unioniste a Potomacului la 26 iulie (a fost, pentru scurt timp, comandant al tuturor forțelor armate ale Uniunii, dar acest post a fost ocupat apoi de general-maior Henry W. Halleck), iar războiul a fost reluat cu mai mare intensitate în 1862. În urma apelului ferm al Președintelui Lincoln de a începe operațiunile ofensive, McClellan a atacat Virginia în primăvara lui 1862 prin peninsula dintre Râul York și Râul James, la sud-est de Richmond. Deși armata lui McClellan a ajuns la porțile Richmondului în Campania din peninsulă, avansul i-a fost oprit în Bătălia de la Seven Pines de Joseph Johnston, și apoi generalul Robert E. Lee și subordonații săi James Longstreet și Stonewall Jackson l-au învins pe McClellan în Bătăliile de șapte zile și l-au forțat să se retragă. Campania din Virginia de Nord, în care a avut loc a doua bătălie de la Bull Run, s-a încheiat cu o altă victorie pentru Sud. McClellan rezistat ordinelor generalului Halleck de a trimite întăriri armatei unioniste a Virginiei a lui John Pope, ceea ce a ușurat misiunea confederaților lui Lee de a învinge.
Încurajați de a doua bătălie de la Bull Run, Confederații au întreprins prima invazie a Nordului, cu generalul Lee conducând a 45.000 de oameni, Armata Virginiei de Nord, peste Râul Potomac în Maryland la 5 septembrie. Lincoln apoi a transferat trupele lui Pope sub comanda lui McClellan. McClellan și Lee s-au luptat în bătălia de la Antietam lângă Sharpsburg, Maryland, la 17 septembrie 1862, cea mai sângeroasă zi din istoria militară a Statelor Unite. Armata lui Lee, blocată în cele din urmă, s-a retras în Virginia înainte ca McClellan să o distrugă. Lupta de la Antietam este considerată o victorie a Uniunii, deoarece a blocat invazia lui Lee în Nord și a dat ocazia lui Lincoln să-și anunțe Proclamația de emancipare.

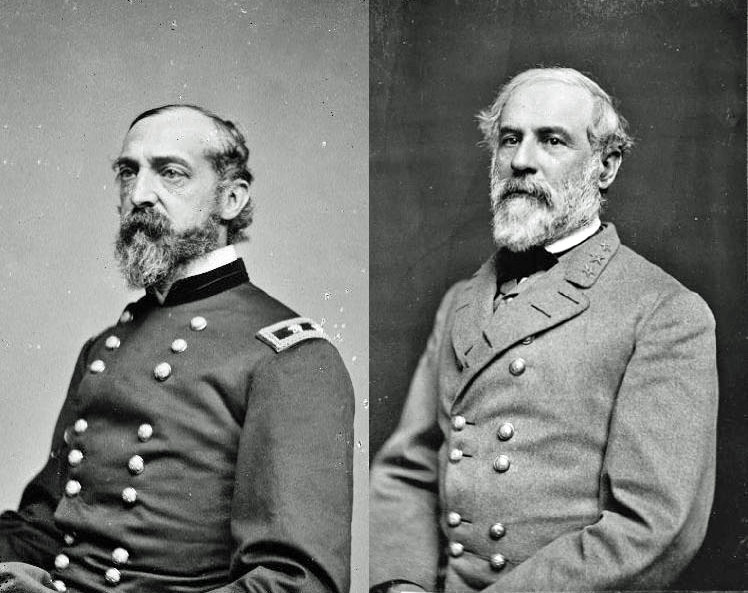
Generalul confederat Robert E. Lee (dreapta), a cărui pricepere a păstrat echilibrul în teatrul de operațiuni din est. El a fost învins la Gettysburg de generalul unionist George Meade (stânga).

Când prudentul McClellan nu a capitalizat victoria de la Antietam, el a fost înlocuit de general-maior Ambrose Burnside. Burnside a fost învins în curând la bătălia de la Fredericksburg la 13 decembrie 1862, când alți 12.000 de soldați unioniști au fost omorâți sau răniți în timpul repetatelor și inutilelor atacuri frontale de la înălțimile Marye's Heights. După bătălie, Burnside a fost și el înlocuit cu general-maior Joseph Hooker. Nici Hooker nu s-a dovedit capabil să învingă armata lui Lee; deși confederații erau de două ori mai puțini, el a fost umilit în bătălia de la Chancellorsville în mai 1863. El a fost înlocuit de general-maior George Meade în timpul celei de-a doua invazii a lui Lee în Nord, în iunie. Meade l-a învins pe Lee în bătălia de la Gettysburg (1-3 iulie 1863), cea mai sângeroasă bătălie a războiului, considerată uneori ca fiind punctul de cotitură al războiului. Șarja lui Pickett din cadrul acestei bătălii, la 3 iulie este punctul maxim de pătrundere a trupelor confederate pe teritoriul Uniunii, reprezentând semnalul sfârșitului planurilor lui Lee de a pune presiune pe Washington dinspre Nord, dar și pentru că Vicksburg, Mississippi, fortăreața-cheie care asigura controlul asupra râului Mississippi, a căzut a doua zi. Armata lui Lee a suferit 28.000 de pierderi (față de 23.000 în tabăra lui Meade). Totuși, Lincoln s-a supărat pe Meade pentru că nu a interceptat retragerea lui Lee, și după neconcludenta campanie din toamnă a lui Meade, Lincoln a decis să caute pe Teatrul Vestic o nouă conducere.

### Teatrul vestic de război, 1861–1863

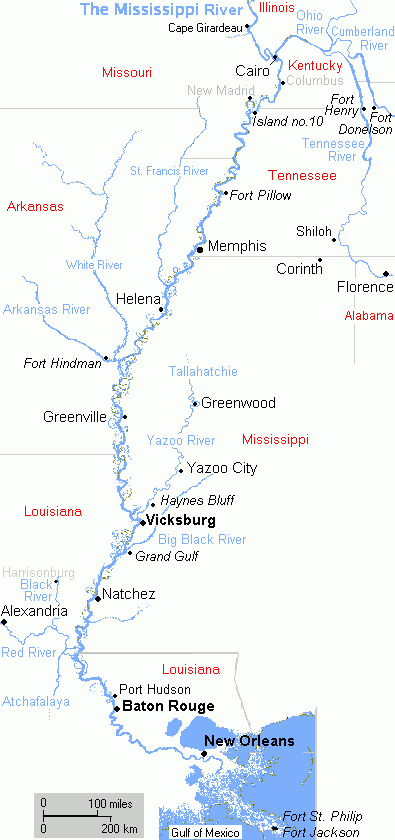
Hartă a fluviului Mississippi, cu punctele unde s-au dus bătălii în timpul războiului civil

În vreme ce forțele confederate repurtau numeroase victorii pe frontul de est, ele au fost învinse de multe ori în vest. Au fost forțate să plece din Missouri încă de la începutul războiului, în urma bătăliei de la Pea Ridge. Invazia lui Leonidas Polk⁠(d) a orașului Columbus, Kentucky a pus capăt politicii de neutralitate a statului Kentucky și a întors acest stat împotriva Confederației.
Nashville, Tennessee, a căzut în mâinile Uniunii la începutul lui 1862. Mare parte din râul Mississippi era deschisă în urma bătăliei de la Insula numărul 10 și cele de la New Madrid, Missouri, și apoi Memphis, Tennessee. Marina Uniunii a capturat portul New Orleans fără lupte majore în mai 1862, permițând forțelor Uniunii să se deplaseze și pe râul Mississippi. Doar orașul fortificat Vicksburg, Mississippi, se mai opunea controlului neîngrădit al Uniunii asupra întregului râu.

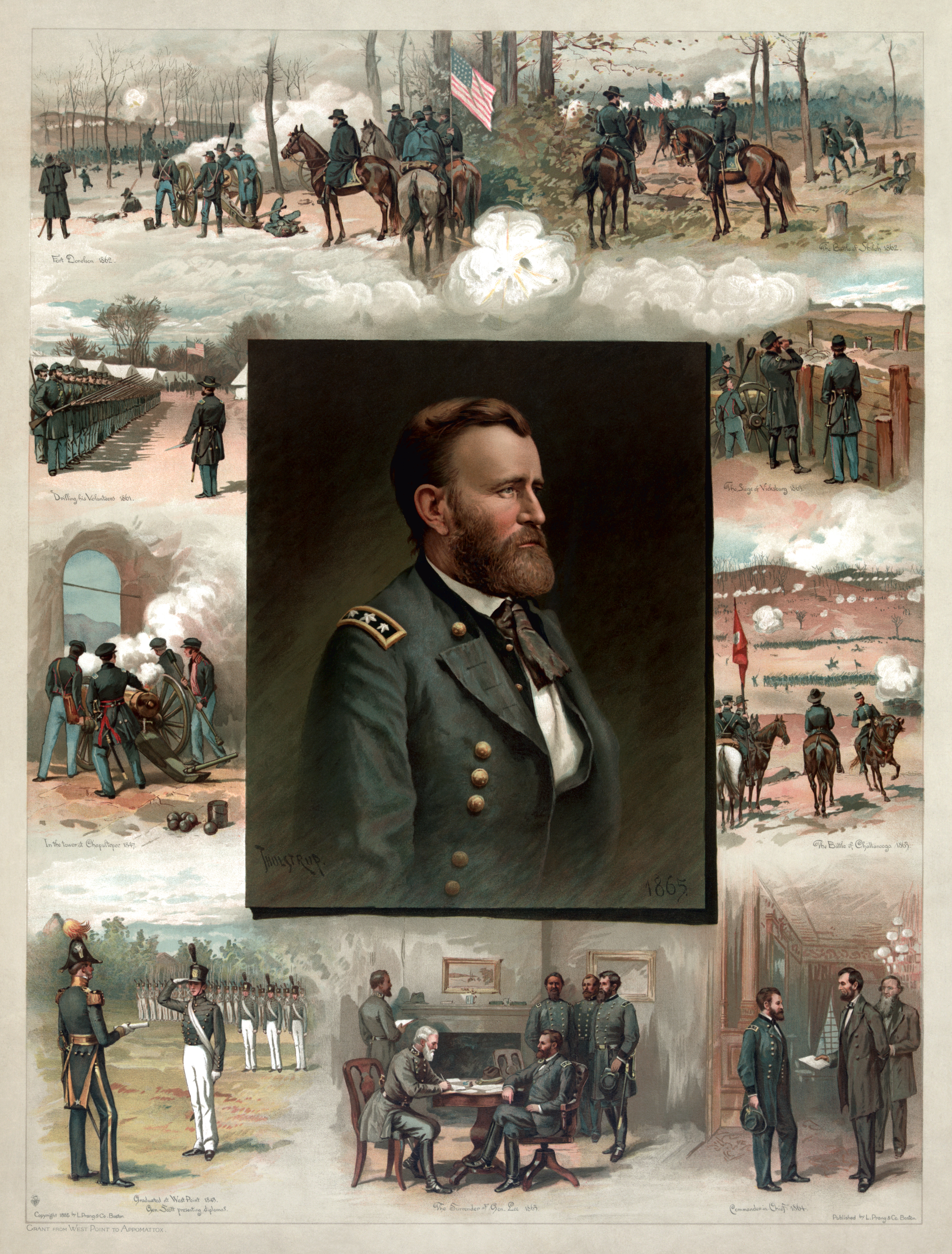
Generalul Grant, principalul comandant militar unionist din Vest, și momentele principale ale carierei sale

A doua invazie confederată a statului Kentucky, sub comanda generalului Braxton Bragg s-a încheiat cu o victorie nesemnificativă în fața generalului-maior Don Carlos Buell în bătălia de la Perryville, deși Bragg a fost obligat să își încheie tentativa de a ocupa statul Kentucky și de a se retrage din cauza lipsei de suport pentru Confederație în acel stat. Bragg a fost învins greu de general-maior William Rosecrans în bătălia de la Stones River în Tennessee.
Singura victorie clară a Confederației în vest a reprezentat-o bătălia de la Chickamauga. Bragg, cu ajutorul trupelor conduse de general-locotenent James Longstreet (din armata lui Lee din est), l-a învins pe Rosecrans, în ciuda apărării eroice a generalului-maior George Henry Thomas. Rosecrans s-a retras în Chattanooga, oraș pe care Bragg l-a asediat apoi.
Principalul strateg și tactician unionist din vest a fost Ulysses S. Grant, care a repurtat victorii la forturile Henry și Donelson (prin care Uniunea a preluat controlul asupra râurilor Tennessee și Cumberland); bătălia de la Shiloh; și bătălia de la Vicksburg, care a cimentat controlul unionist al râului Mississippi, moment considerat unul din punctele de cotitură ale războiului. Grant a venit apoi în ajutorul lui Rosecrans și l-a învins pe Bragg în a treia bătălie de la Chattanooga, gonind forțele confederate din Tennessee și deschizând o cale către Atlanta și către inima Confederației.

### Teatrul trans-Mississippi, 1861–1865
Activitățile de gherilă au transformat mare parte din statul Missouri într-un câmp de luptă. Missouri este pe locul trei în clasamentul numărului de bătălii duse pe teritoriul statelor. Celelalte state din vest, deși izolate geografic de luptele din est, au fost scena multor acțiuni militare pe scară restrânsă. Bătăliile din regiune au servit la păstrarea statului Missouri, și a teritoriilor Indian, New Mexico și Arizona sub controlul Uniunii. Incursiunile confederate în teritoriile Arizona și New Mexico au fost respinse în 1862 și o campanie unionistă pentru controlul Teritoriului Indian s-a terminat cu succes în 1863. Spre sfârșitul războiului, Campania Red River a Uniunii a eșuat, lăsând statul Texas sub controlul Confederației pe toată durata războiului, dar izolat de restul Confederației în urma capturării Vicksburgului în 1863, prin care Uniunea a preluat controlul întregului râu Mississippi.

### Sfârșitul războiului, 1864–1865

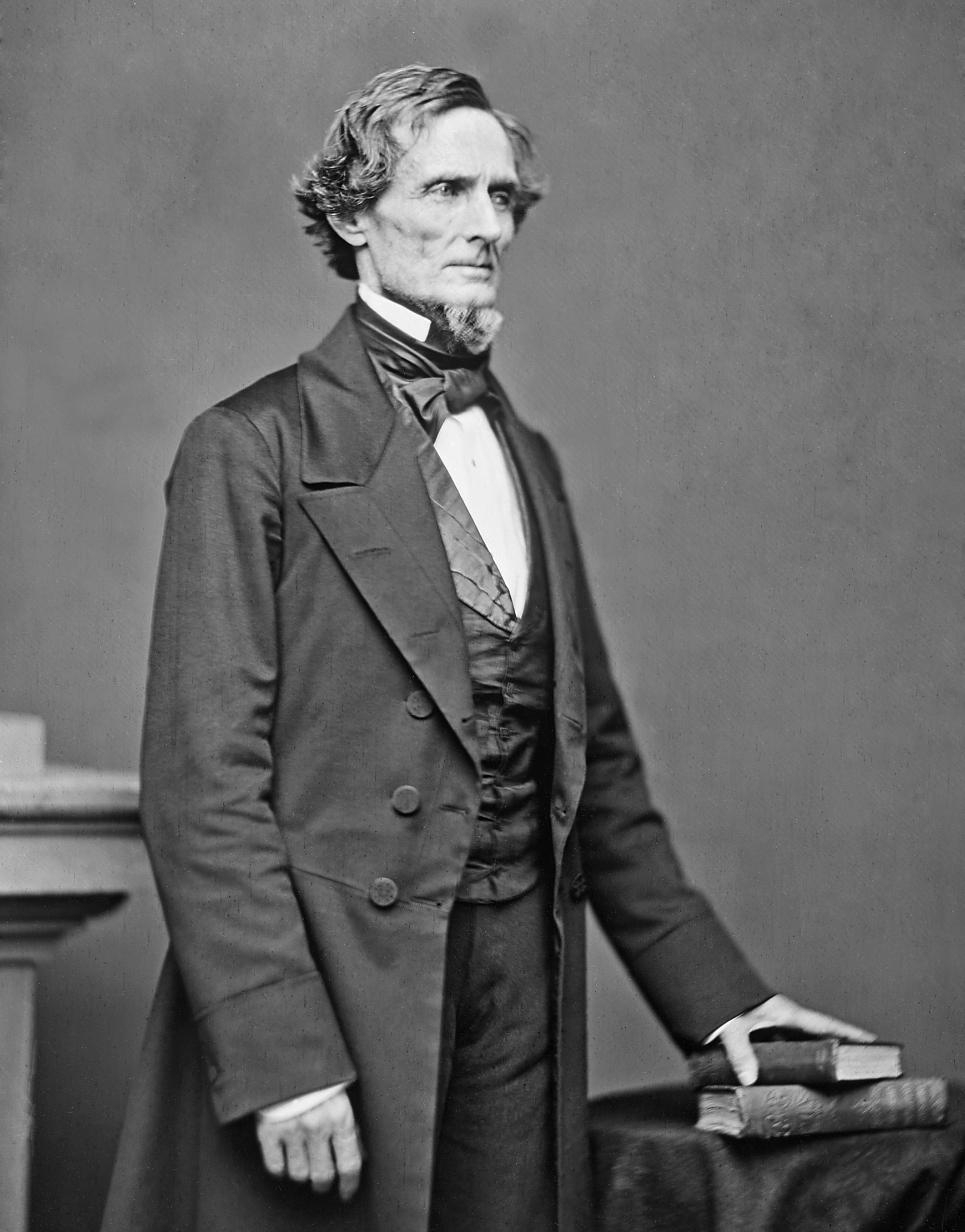
Jefferson Davis, primul și singurul Președinte al Statelor Confederate ale Americii

La începutul lui 1864, Lincoln l-a numit pe Grant comandant al tuturor armatelor Uniunii. Grant și-a stabilit cartierul general împreună cu Armata Potomacului, și l-a pus pe general-maior William Tecumseh Sherman la comanda armatelor din vest. Grant înțelegea conceptul de război total și credea, ca și Lincoln și Sherman, că doar înfrângerea totală a forțelor confederate și preluarea controlului întregii lor baze economice ar aduce adevăratul sfârșit al războiului. Aceasta însemna război total nu în termenii de ucidere a civililor, ci în sensul distrugerii caselor, fermelor și căilor ferate. Grant a gândit o strategie coordonată prin care avea să lovească întreaga Confederație din mai multe direcții: generalii George Meade și Benjamin Butler au primit ordinul de a îl ataca pe Lee lângă Richmond; generalul Franz Sigel (și apoi Philip Sheridan) urma să atace valea Shenandoah; generalul Sherman urma să ocupe Atlanta și să avanseze până la Atlantic; generalii George Crook și William W. Averell urmau să opereze împotriva liniilor de aprovizionare din Virginia de Vest; și general-maior Nathaniel P. Banks avea să ocupe orașul Mobile, Alabama.

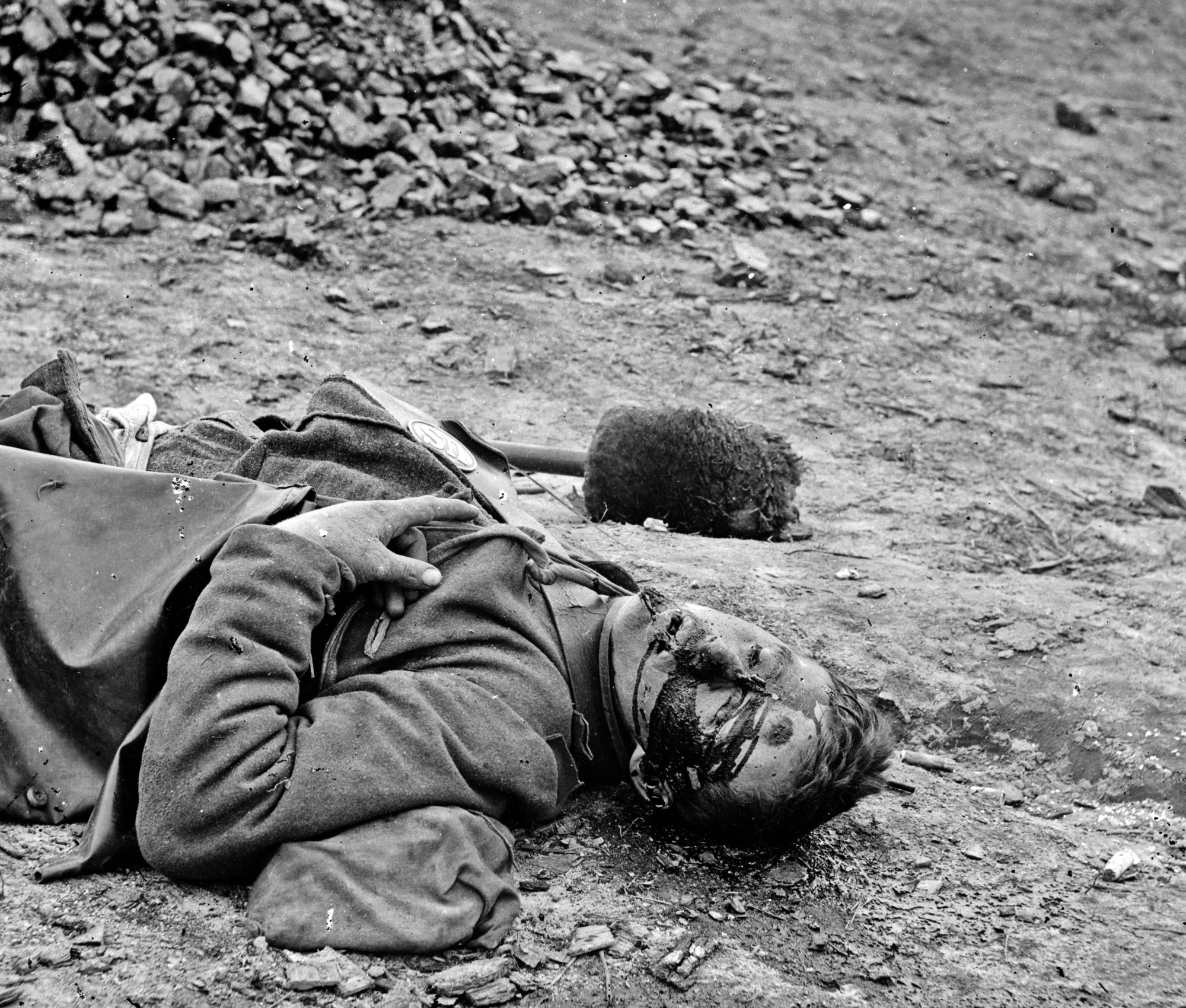
Soldat mort la Petersburg, Virginia, 1865, fotografie de Thomas C. Roche.

Forțele unioniste din est au încercat să îl ocolească pe Lee și au dus câteva bătălii în această fază a campaniei din est. Bătăliile de uzură ale lui Grant de la Wilderness, Spotsylvania, și Cold Harbor au avut ca rezultat pierderi mari în rândurile unioniștilor, dar i-au forțat pe confederații lui Lee să se retragă din ce în ce mai mult. O tentativă de a lui Butler a-l depăși pe Lee pe flancuri a eșuat. Grant, în ciuda pierderilor uriașe (peste 65.000 de morți în șapte săptămâni), a continuat să forțeze armata lui Lee a Virginiei de Nord înapoi înspre Richmond. El a blocat armata confederată în asediul Petersburgului, care a durat nouă luni.

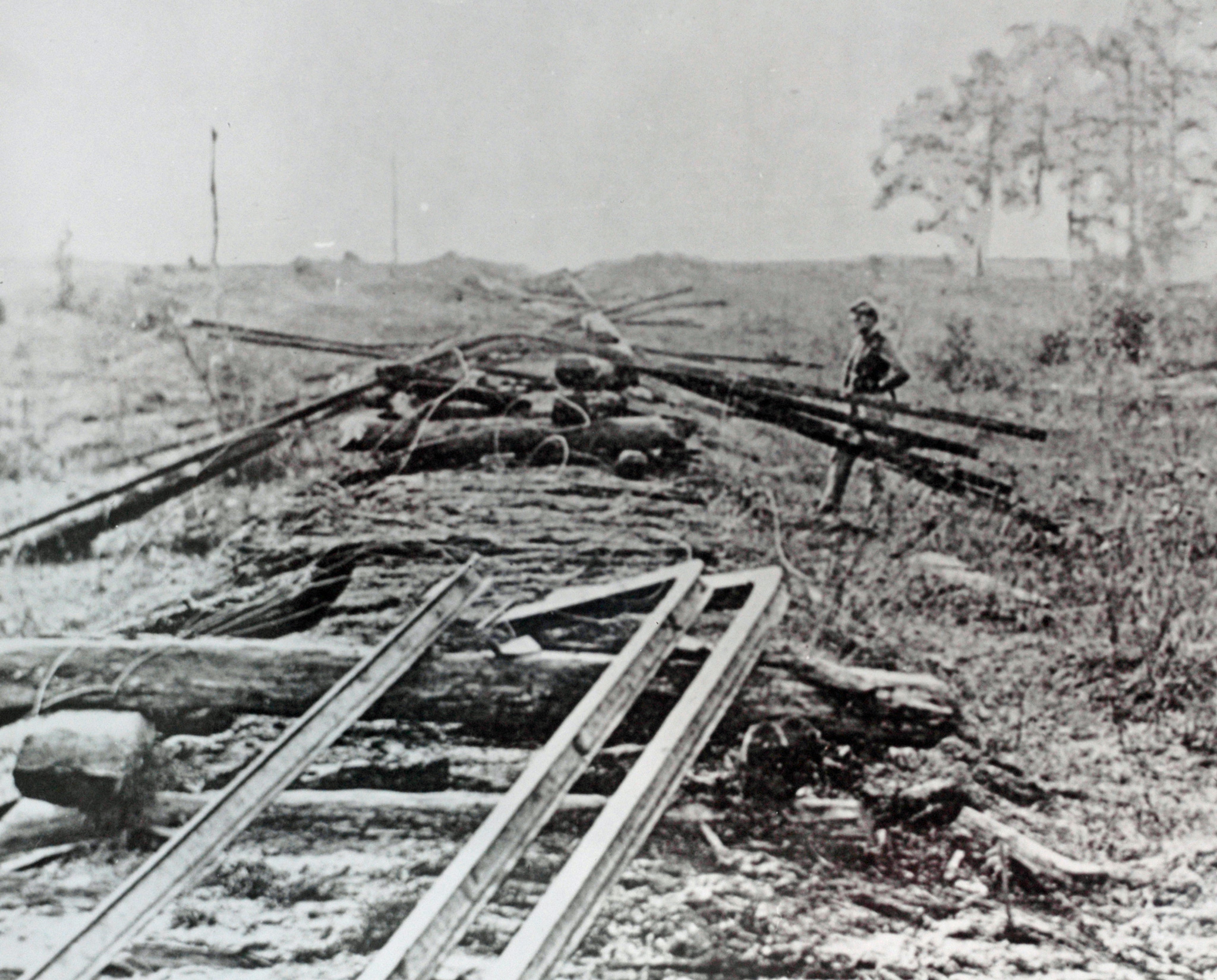
Cale ferată distrusă prin procedeul cravata lui Sherman: calea ferată era arsă până când șinele se deformau într-atât încât trebuia să fie înlocuite.

Grant a găsit în cele din urmă un comandant, generalul Philip Sheridan, suficient de agresiv încât să izbândească în Campaniile din vale din 1864. Sheridan l-a învins pe generalul Jubal A. Early într-o serie de bătălii, inclusiv o înfrângere decisivă în bătălia de la Cedar Creek. Sheridan a distrus apoi baza agricolă a văii Shenandoah, o strategie similară cu tactica folosită apoi de Sherman în Georgia.
Între timp, Sherman a avansat dinspre Chattanooga spre Atlanta, învingând pe generalii confederați Joseph E. Johnston și John Bell Hood pe drum. Căderea Atlantei, la 2 septembrie 1864, a fost un factor semnificativ în realegerea lui Lincoln ca președinte. Hood a plecat din zona Atlanta pentru a amenința liniile de aprovizionare ale lui Sherman și a invada statul Tennessee în Campania Franklin-Nashville. Generalul unionist John M. Schofield l-a învins pe Hood în bătălia de la Franklin, iar George H. Thomas i-a cauzat o înfrângere grea lui Hood în bătălia de la Nashville, distrugând practic armata lui Hood.
Plecând din Atlanta, baza sa de provizii, armata lui Sherman a mers spre o destinație necunoscută, distrugând în drum 20% din fermele din Georgia în marșul său spre mare. El a ajuns pe coasta Atlanticului în Savannah, Georgia în decembrie 1864. Armata lui Sherman a fost urmată de mii de sclavi eliberați; în cadrul marșului nu s-au dus bătălii majore. Sherman s-a îndreptat apoi spre nord, prin Carolina de Sud și Carolina de Nord, apropiindu-se de liniile confederate din Virginia dinspre sud, crescând presiunea asupra armatei lui Lee.

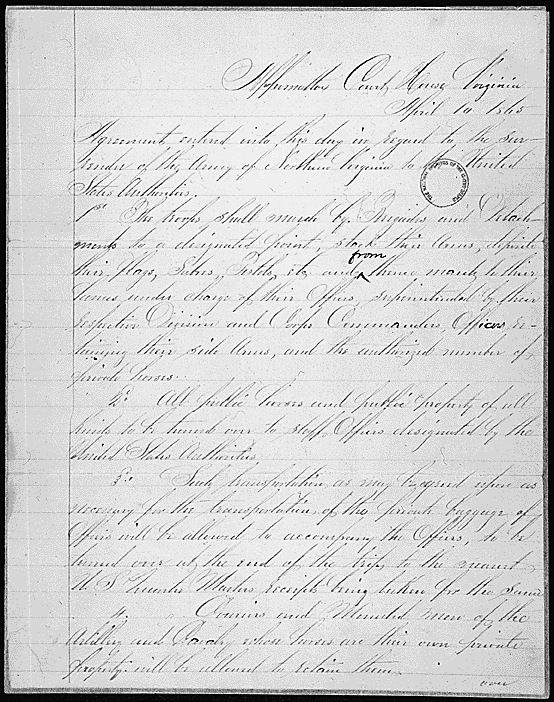
Prima pagină a documentului de capitulare a armatei lui Lee

Armata lui Lee, slăbită de dezertări și morți, era acum mult mai mică decât a lui Grant. Forțele unioniste au obținut o victorie decisivă în bătălia de la Five Forks la 1 aprilie, forțându-l pe Lee să evacueze Petersburg și Richmond. Capitala Confederației a căzut în mâinile Corpului de Armată XXV, compus din soldați negri. Restul unităților confederate s-a retras spre vest și, după o înfrângere la Sayler's Creek, lui Robert E. Lee i-a devenit clar că a continua lupta cu Statele Unite este imposibil din punct de vedere tactic și logistic.
Lee s-a predat împreună cu Armata Virginiei de Nord la 9 aprilie 1865, la Tribunalul Appomattox. Într-un gest neobișnuit, și ca semn de respect și de anticipare a revenirii Confederației înapoi în cadrul Uniunii în demnitate și pace, Grant l-a lăsat pe Lee să-și păstreze sabia de ofițer și calul, pe nume Traveller. La 14 aprilie 1865, Lincoln a fost împușcat. Andrew Johnson a devenit Președinte, după ce Lincoln a murit a doua zi. Johnston s-a predat cu trupele sale lui Sherman la 26 aprilie 1865, în Durham, Carolina de Nord. La 23 iunie 1865, la Fort Towson în regiunea națiunilor Choctaw din Teritoriul Oklahoma, Stand Watie a semnat un acord de încetare a focului cu reprezentanții Uniunii, devenind ultimul general confederat care s-a predat. Ultimele forțe navale confederate care au capitulat au fost CSS Shenandoah la 6 noiembrie 1865, în Liverpool, Anglia.

## Sclavia în timpul războiului
La începutul războiului, unii comandanți unioniști credeau că datoria lor este să returneze sclavii evadați stăpânilor lor. Până în 1862, când a devenit clar că războiul avea să fie unul de durată, chestiunea tratării sclaviei a devenit mai generală. Economia Sudului și efortul militar sudist depindeau de munca sclavilor. A început să devină nerezonabil să se protejeze sclavia și în același timp să se încerce blocarea comerțului Confederației și distrugerea producției. După cum a spus un congresman, sclavii „...nu pot fi neutri. Ca lucrători, dacă nu ca soldați, ei vor fi fie aliații rebelilor, fie ai Uniunii.” Același congresman—și alți colegi republicani radicali ai săi—l-au presat pe Lincoln să emancipeze rapid sclavii, în timp ce republicanii moderați au ajuns să accepte emanciparea și colonizarea treptată, cu despăgubire. Copperheads, statele de graniță și democrații unioniști se opuneau emancipării, deși statele de graniță și democrații au ajuns să o accepte în cele din urmă ca parte din războiul total necesar pentru salvarea Uniunii.
În 1861, Lincoln și-a exprimat temerile că tentativele premature de emancipare ar putea însemna pierderea statelor de graniță și că „a pierde Kentucky este aproape același lucru cu a pierde totul”. La început, Lincoln a frânat tentativele de emancipare ale secretarului de război Simon Cameron și ale generalilor John C. Fremont (în Missouri) și David Hunter (în Carolina de Sud, Georgia și Florida) pentru a-și asigura loialitatea statelor de graniță și a democraților unioniști.

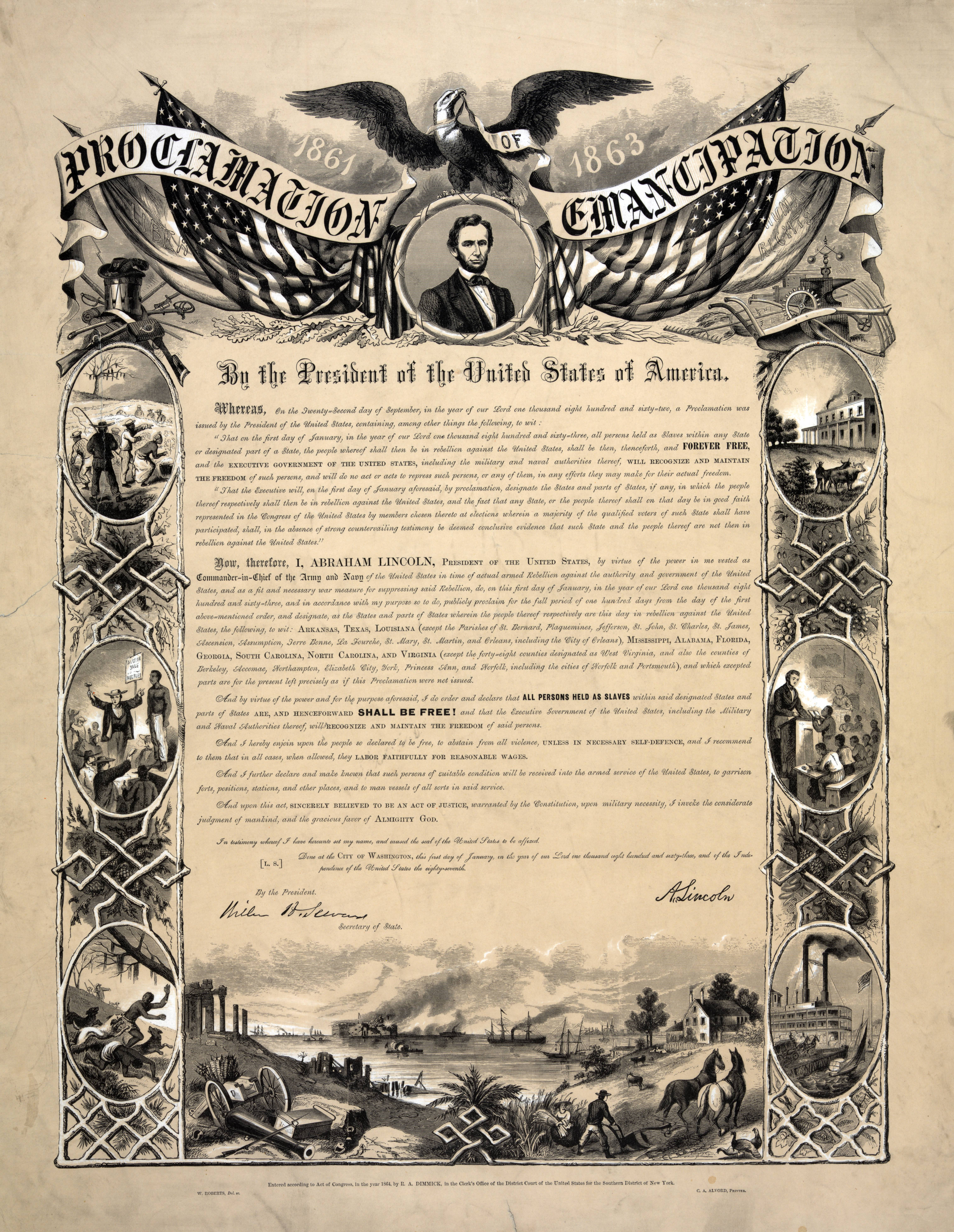
Proclamația de emancipare

Lincoln a avertizat statele de graniță că o emancipare mai radicală avea să aibă loc în condițiile în care planul său de emancipare gradată și cu despăgubire și colonizare voluntară ar fi fost respins. Doar Districtul Columbia a acceptat planul treptat al lui Lincoln, iar acesta a menționat proclamația de emancipare membrilor cabinetului său la 21 iulie 1862. Secretarul de stat William H. Seward i-a spus lui Lincoln să aștepte o victorie înainte de a face publică proclamația, căci altfel acesta ar putea părea „ultimul nostru țipăt în retragere”. Această ocazie s-a ivit în septembrie 1862, după bătălia de la Antietam, și conferința guvernatorilor de război a adăugat suport pentru proclamație. Lincoln publicase deja o scrisoare în care încuraja mai ales statele de graniță să accepte emanciparea ca necesară pentru salvarea Uniunii. Lincoln a spus mai târziu că sclavia a fost „întrucâtva cauza războiului”. Lincoln a publicat proclamația de emancipare preliminară la 22 septembrie 1862, și pe cea finală la 1 ianuarie 1863. În scrisoarea către Hodges, Lincoln și-a exprimat credința că „dacă sclavia nu este ceva greșit, atunci nimic nu este greșit ... și totuși eu nu am înțeles niciodată că Președinția mi-a conferit mie un drept nerestricționat de a acționa oficial pe baza acestei judecăți și a acestor sentimente ... eu nu susțin că am controlat evenimentele, ci mărturisesc fățiș că evenimentele m-au controlat pe mine.”
Întrucât proclamația de emancipare se baza pe puterile Președintelui în caz de război, ea se referea doar la teritoriile deținute la acea vreme de Confederație. Totuși, proclamația a devenit un simbol al angajamentului crescând al Uniunii de a adăuga emanciparea la definiția americană a libertății. Lincoln a jucat și un rol principal în convingerea Congresului să voteze în favoarea Amendamentului 13, care a făcut emanciparea universală și permanentă.

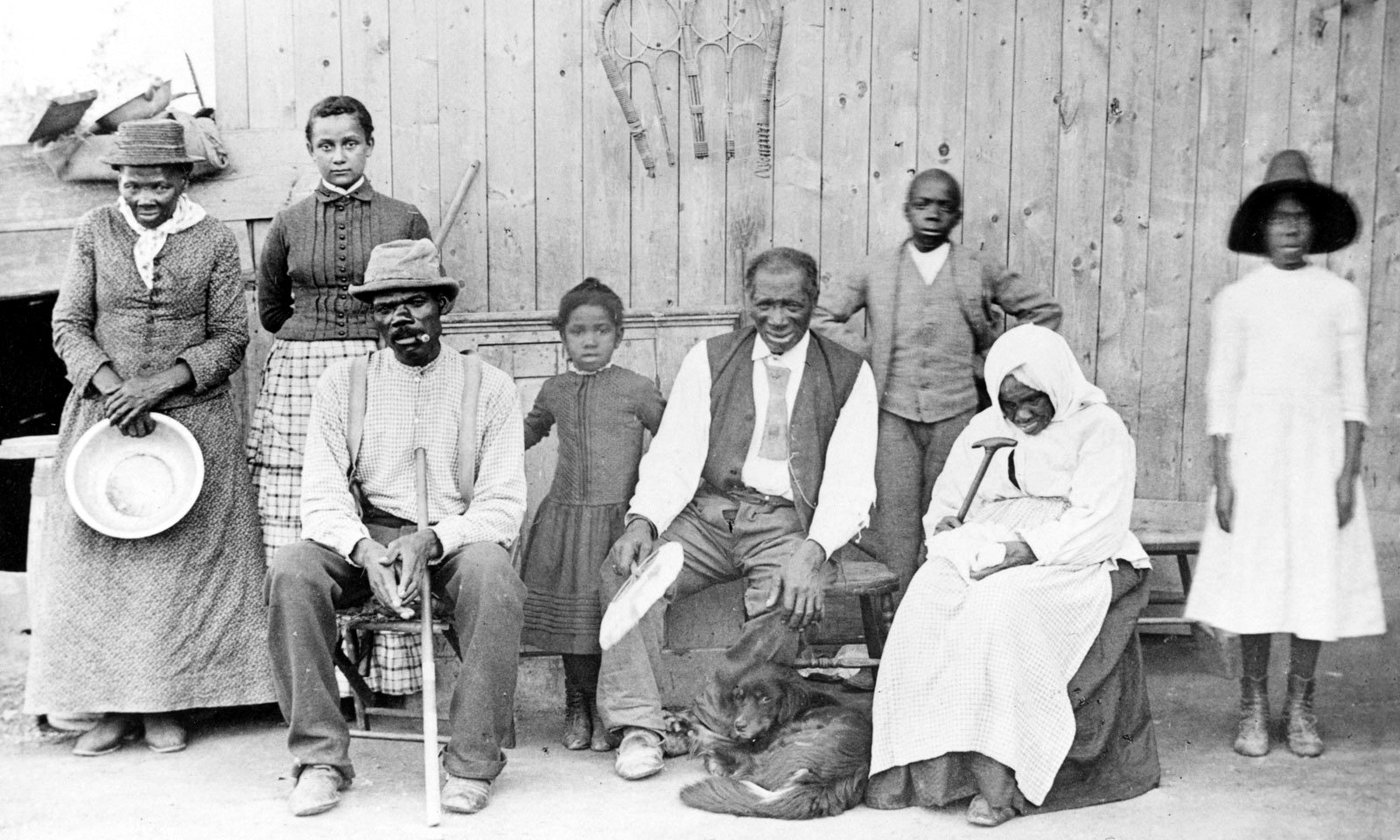
Harriet Tubman (stânga), sclavă care a evadat din Sud. După evadare, ea a ajutat mulți alți sclavi să fugă în Nord. Aici, împreună cu șase sclavi pe care i-a salvat.

Sclavii negri nu au așteptat acțiunile lui Lincoln pentru a evada și a căuta libertatea în spatele liniilor nordiste. Încă din primii ani ai războiului, sute de mii de negri au fugit în Nord, mai ales în regiunile neocupate, ca Norfolk și regiunea Hampton Roads în 1862, Tennessee după 1862, linia marșului lui Sherman, etc. Atâția negri au fugit în spatele liniilor unioniste încât comandanții au înființat tabere și școli pentru aceștia, unde atât adulții cât și copiii puteau învăța să scrie și să citească. The American Missionary Association s-a implicat în efortul de război trimițând profesori în astfel de tabere, de exemplu înființând școli în Norfolk și pe plantațiile din apropiere. În plus, aproape 200.000 de afroamericani au luptat în armata și în marina Uniunii. Majoritatea lor erau sclavi evadați.

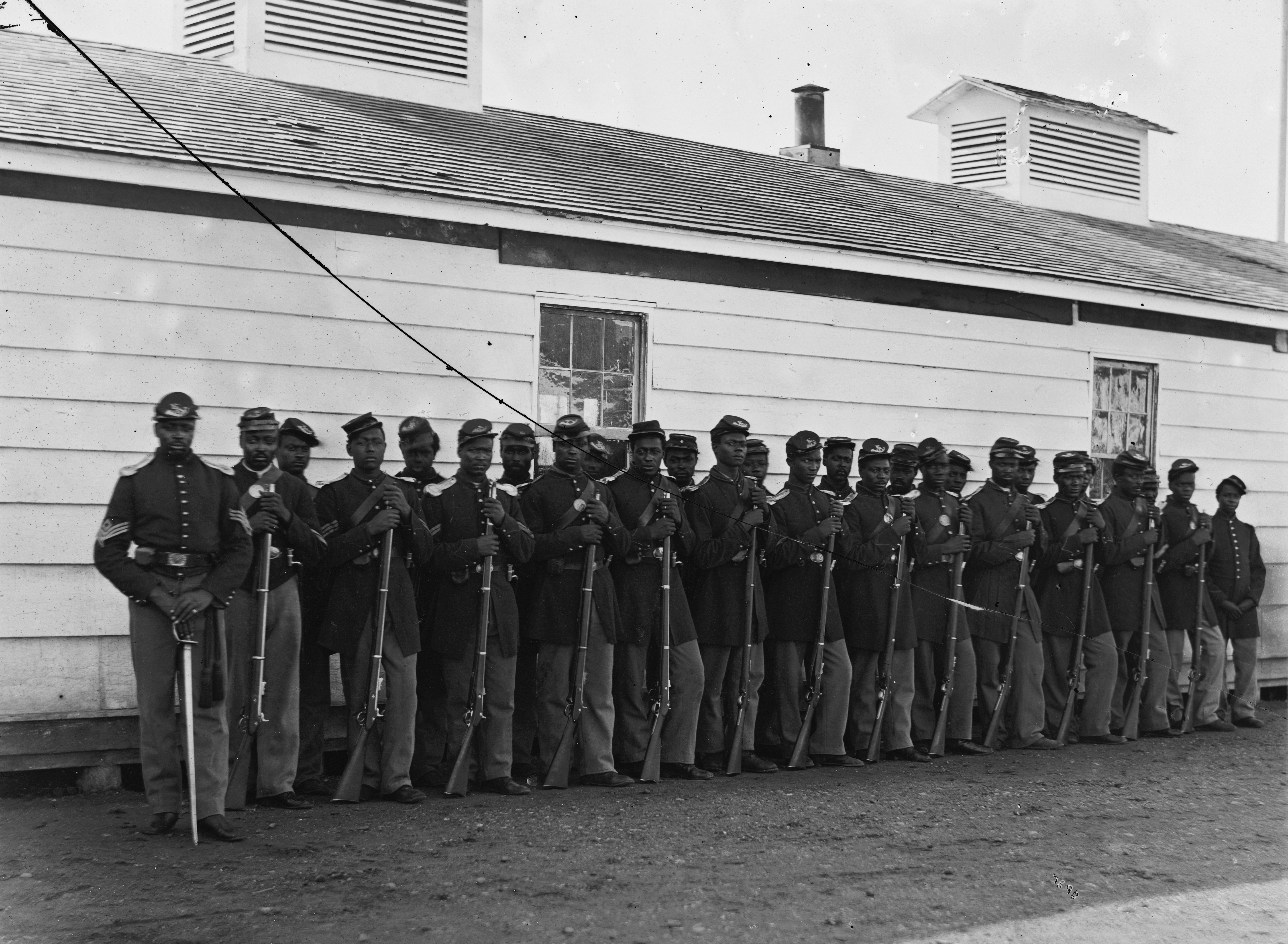
Soldați din Compania de infanterie E, a IV-a de Culoare din armata Uniunii.

Confederația transforma soldații unioniști negri capturați în sclavi, și soldații negri au fost împușcați când încercau să se predea în masacrul de la Fort Pillow. Aceasta a condus la prăbușirea programului de schimb de prizonieri, și creșterea taberelor de prizonieri, ca cea de la închisoarea Andersonville din Georgia unde au murit de foame și de boli 13.000 de prizonieri de război unioniști.
În pofida lipsei de resurse umane a Sudului, până în 1865, majoritatea liderilor sudiști s-au opus încorporării sclavilor în armată. Aceștia au fost folosiți la munci de suport ale efortului de război. Howell Cobb⁠(d) a spus: „dacă sclavii pot fi buni soldați, atunci toată teoria noastră privind sclavia este greșită”. Generalii confederați Patrick Cleburne și Robert E. Lee au fost de acord cu încorporarea negrilor spre sfârșitul războiului, și Jefferson Davis a fost în cele din urmă convins să susțină planurile de înarmare a sclavilor pentru a evita înfrângerea. Confederația a capitulat însă la Appomattox⁠(d) înainte ca acest plan să fie implementat.
Proclamația de emancipare a redus mult speranțele Confederației de a primi vreun ajutor din partea Regatului Unit sau a Franței. Abordarea moderată a lui Lincoln a reușit să păstreze de aceeași parte a baricadei statelor de graniță, democrații unioniști și sclavii emancipați. Statele unioniste de graniță (Kentucky, Missouri, Maryland, Delaware și Virginia de Vest) nu au intrat sub incidența proclamației de emancipare. Toate au abolit sclavia singure, în afară de Kentucky și Delaware. Marea majoritate a celor 4 milioane de sclavi au fost eliberați prin proclamația de emancipare, pe măsură ce armatele unioniste avansau spre sud. Amendamentul al 13-lea, ratificat la 6 decembrie 1865, a eliberat și restul de sclavi din Kentucky, Delaware, și New Jersey, care numărau 225.000 de oameni în Kentucky, 1.800 în Delaware, și 18 în New Jersey la nivelul anului 1860.

## Pericolul intervenției internaționale

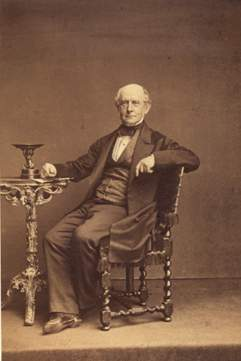
Charles Francis Adams, ambasadorul Statelor Unite la Londra

Intrarea în război a Regatului Unit sau a Franței de partea Confederației ar fi mărit șansele Sudului de a-și dobândi independența față de SUA. Uniunea însă, sub conducerea lui Lincoln și a Secretarului de Stat William Henry Seward au depus eforturi pentru a evita aceasta, și a amenințat cu războiul orice țară ar fi recunoscut oficial existența Statelor Confederate ale Americii (nicio țară nu a recunoscut-o). În 1861, sudiștii au pus embargo pe exporturile de bumbac, sperând să împingă Europa într-o criză economică ce ar fi forțat Regatul Unit să intre în război pentru bumbac. Această tactică s-a dovedit falimentară, deoarece Europa avea un surplus de bumbac, iar recoltele europene slabe de cereale din 1860–1862 au mărit importanța exporturilor de cereale ale Nordului. S-a spus că „Regele Porumb a fost mai puternic decât Regele Bumbac”, cerealele americane crescând de la un sfert din importul britanic la aproape jumătate.
Când Regatul Unit s-a confruntat cu o penurie de bumbac, aceasta a fost temporară, și bumbacul american a fost înlocuit prin creșterea culturilor de bumbac în Egipt și în India. Între timp, războiul a creat o piață a forței de muncă în industriile de armament și metalurgie și o piață pentru navele britanice pentru transportul armamentului.

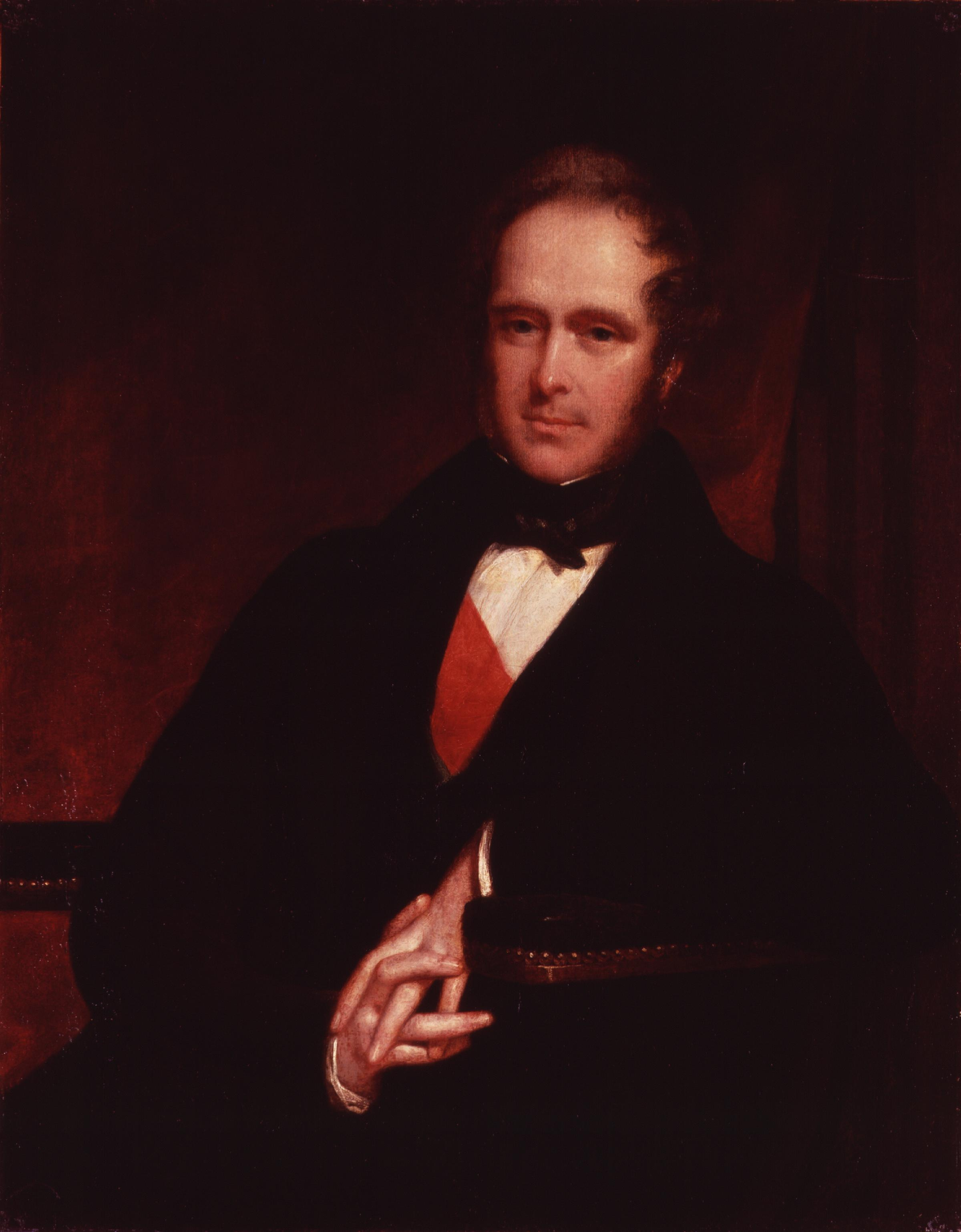
Lordul Palmerston, Primul Ministru al Regatului Unit, nu a implicat puternicul imperiu britanic în conflictul nord-american

Charles Francis Adams s-a dovedit a fi un priceput ambasador al Uniunii în Regatul Unit, britanicii nedorind să pună probleme blocadei unioniste. Confederația a cumpărat câteva nave de război de la șantierele navale comerciale britanice. Cea mai celebră, CSS Alabama⁠(d), a cauzat daune considerabile și a condus la dispute după război. Totuși, opoziția opiniei publice față de sclavie a transformat Confederația într-un partener politic spinos pentru politicienii europeni, mai ales pentru cei britanici. A existat un pericol de război între SUA și Regatul Unit spre sfârșitul lui 1861 din cauza Afacerii Trent, care a implicat abordajul unui vapor poștal britanic de către Uniune, pentru a aresta doi diplomați confederați. Totuși, Londra și Washingtonul au reușit să rezolve problema după eliberarea celor doi de către Lincoln.
În 1862, britanicii au luat în calcul posibilitatea medierii—deși simpla ofertă ar fi crescut pericolul de război cu SUA. Se spune că prim-ministrul Lord Palmerston ar fi citit Coliba unchiului Tom de trei ori înainte de a lua o decizie în această privință. Victoria Uniunii în bătălia de la Antietam a cauzat întârzierea unei decizii. Proclamația de emancipare a crescut riscurile politice ale susținerii Confederației. În ciuda simpatiei față de Confederație, ocuparea Mexicului de către Franța a oprit-o pe aceasta din urmă să intre în război cu Uniunea. Ofertele Confederației de a aboli sclavia în schimbul recunoașterii diplomatice, oferte emise spre sfârșitul războiului, nu au fost luate în serios nici de Londra, nici de Paris.

## Victoria Uniunii și urmările războiului

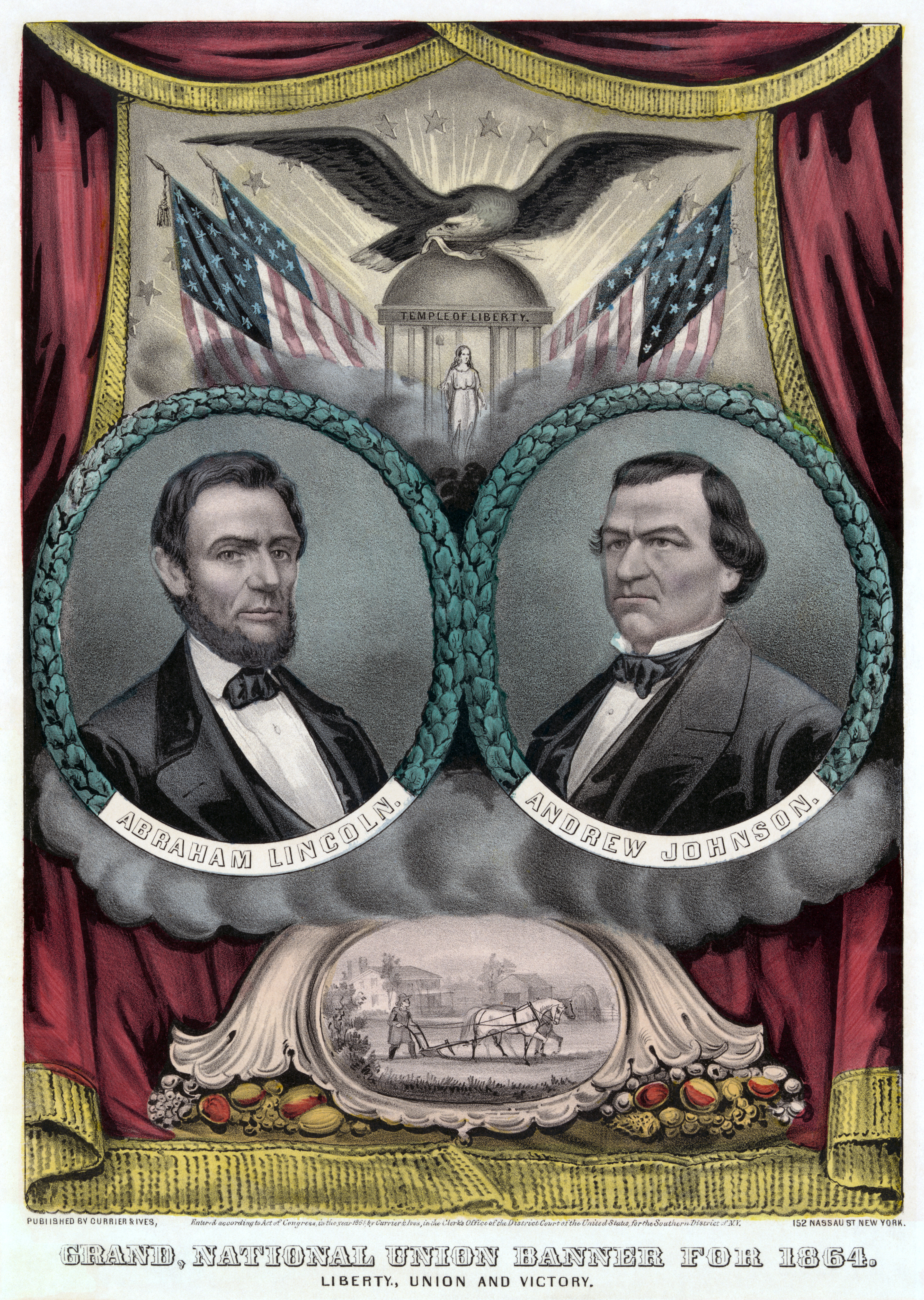
Poster electoral republican pentru alegerile din 1864. Victoria zdrobitoare a lui Lincoln (Președinte, stânga) și Johnson (Vicepreședinte, dreapta) a arătat sprijinul social puternic în Nord pentru cauza războiului.

Dacă ar fi putut Confederația să câștige războiul a fost o întrebare intens discutată între istorici. Cei mai mulți arată că Uniunea avea un avantaj insurmontabil pe termen lung în fața Confederației în termeni de populație și forță industrială. Acțiunile confederate, spun ei, doar au amânat înfrângerea. Istoricul sudic Shelby Foote⁠(d) a exprimat acest punct de vedere pe scurt: „Eu cred că Nordul a dus războiul cu o mână la spate...Dacă ar fi fost mai multe, mult mai multe victorii ale Sudului, Nordul ar fi adus și cealaltă mână. Nu cred că Sudul a avut vreo șansă să câștige acel război.” Confederația a căutat să câștige independența prin a rezista până la încheierea mandatului lui Lincoln; dar, după căderea Atlantei și victoria lui Lincoln în fața lui McClellan la alegerile din 1864, orice speranță pentru o victorie politică a Sudului a dispărut. În acel moment, Lincoln reușise să obțină suportul statelor de graniță, al democraților unioniști, al sclavilor emancipați și al Regatului Unit și Franței. Învingându-l pe democratul McClellan, el i-a învins și pe Copperhead⁠(d) și platforma lor de pace. Lincoln găsise și lideri militari ca Grant și Sherman care s-au folosit în lupte de avantajul numeric al Uniunii față de armatele confederate. Acești generali nu se fereau de vărsarea de sânge, iar de la sfârșitul lui 1864 nu a mai rămas nicio speranță pentru Sud.
Pe de altă parte, James McPherson⁠(d) a afirmat că avantajul Nordului din punctul de vedere al populației și resurselor făcea victoria Nordului probabilă, dar nu inevitabilă. Confederația nu trebuia să invadeze și să preia controlul asupra teritoriului inamic pentru a câștiga, ci doar să ducă un război defensiv pentru a convinge Nordul că victoria are costuri prea mari. Nordul trebuia să cucerească și să controleze porțiuni vaste din teritoriul inamic și să învingă armatele confederate pentru a câștiga.
Importantă a fost și elocvența lui Lincoln în explicarea scopului național și priceperea sa în a păstra statele de graniță de partea Uniunii. Deși abordarea emancipării de către Lincoln a fost lentă, Proclamația de emancipare a fost un exemplu de utilizare eficace a puterilor Președintelui pe timp de război.
|                             | Uniunea          | Confederația    |
| --------------------------- | ---------------- | --------------- |
| Populație totală            | 22.000.000 (71%) | 9.000.000 (29%) |
| Populație liberă            | 21.567.414       | 5.500.000       |
| Sclavi în 1860              | 432.586          | 3.500.000       |
| Soldați                     | 2.200.000 (67%)  | 1.064.000 (33%) |
| Mile de cale ferată         | 21.788 (71%)     | 8.838 (29%)     |
| Producție industrială       | 90%              | 10%             |
| Producție de arme de foc    | 97%              | 3%              |
| Baloți de bumbac în 1860    | Neglijabil       | 4.500.000       |
| Baloți de bumbac în 1864    | Neglijabil       | 300.000         |
| Exporturi înainte de război | 30%              | 70%             |

Economia industrializată a Nordului a susținut producția de arme, muniții și provizii, precum și finanțele și transportul. Tabelul din dreapta prezintă avantajul relativ al Uniunii față de Confederație la începutul războiului. Ecartul s-a mărit în timpul războiului, economia Nordului crescând, iar teritoriul confederat scăzând și economia sa slăbind. Populația Uniunii era de 22 milioane, iar a Sudului de 9 milioane în 1861; din populația Sudului, peste 3,5 milioane erau sclavi și aproximativ 5,5 milioane albi, populația Sudului fiind practic depășită numeric de patru ori de cea a Nordului. Diferența a crescut pe măsură ce Uniunea a preluat controlul asupra teritoriului Confederației, cu tot cu garnizoane, și mai ales după ce partea Confederației de pe malul drept al fluviului Mississippi a fost izolată de restul. Uniunea controla la început peste 80% din șantierele navale, vapoare, ambarcațiunile fluviale și Marină. Acest avantaj a fost accentuat de un program masiv de construcții de nave. Aceasta a permis Uniunii să controleze râurile și să blocheze întreaga coastă oceanică a Sudului. Legăturile feroviare excelente dintre orașele Uniunii au permis mișcarea rapidă și ieftină a trupelor și proviziilor. Transporturile erau mult mai lente și dificile în Sud, care nu și-a putut dezvolta rapid mult mai restrânsul sistem de căi ferate, nu și-a putut repara ușor daunele, și nici măcar efectua lucrări de mentenanță. Eșecul lui Davis în a păstra relații pozitive și productive cu guvernatorii statelor (mai ales cu guvernatorul Joseph E. Brown⁠(d) al Georgiei și cu guvernatorul Zebulon Vance al Carolinei de Nord) i-a periclitat puterea de a capitaliza resursele regionale. Percepția confederată greșită a „Regelui Bumbac” asupra economiei mondiale a condus la erori diplomatice, cum ar fi refuzul de a livra bumbac înainte de începerea blocadei. 
Proclamația de emancipare a permis afroamericanilor, atât negri liberi cât și sclavi evadați, să se înroleze în armata unionistă. Aproximativ 190.000 s-au oferit voluntari, mărind și mai mult avantajul numeric al armatelor unioniste față de cea confederată, care nu a îndrăznit să folosească aceleași resurse umane din teama de a nu submina legitimitatea sclaviei. Sclavii eliberați au întreținut garnizoanele și au luptat în numeroase bătălii în anii 1864-1865. Emigranții europeni s-au înrolat în armata unionistă în număr mare, inclusiv 177.000 născuți în Germania și 144.000 născuți în Irlanda.

### Reconstrucția

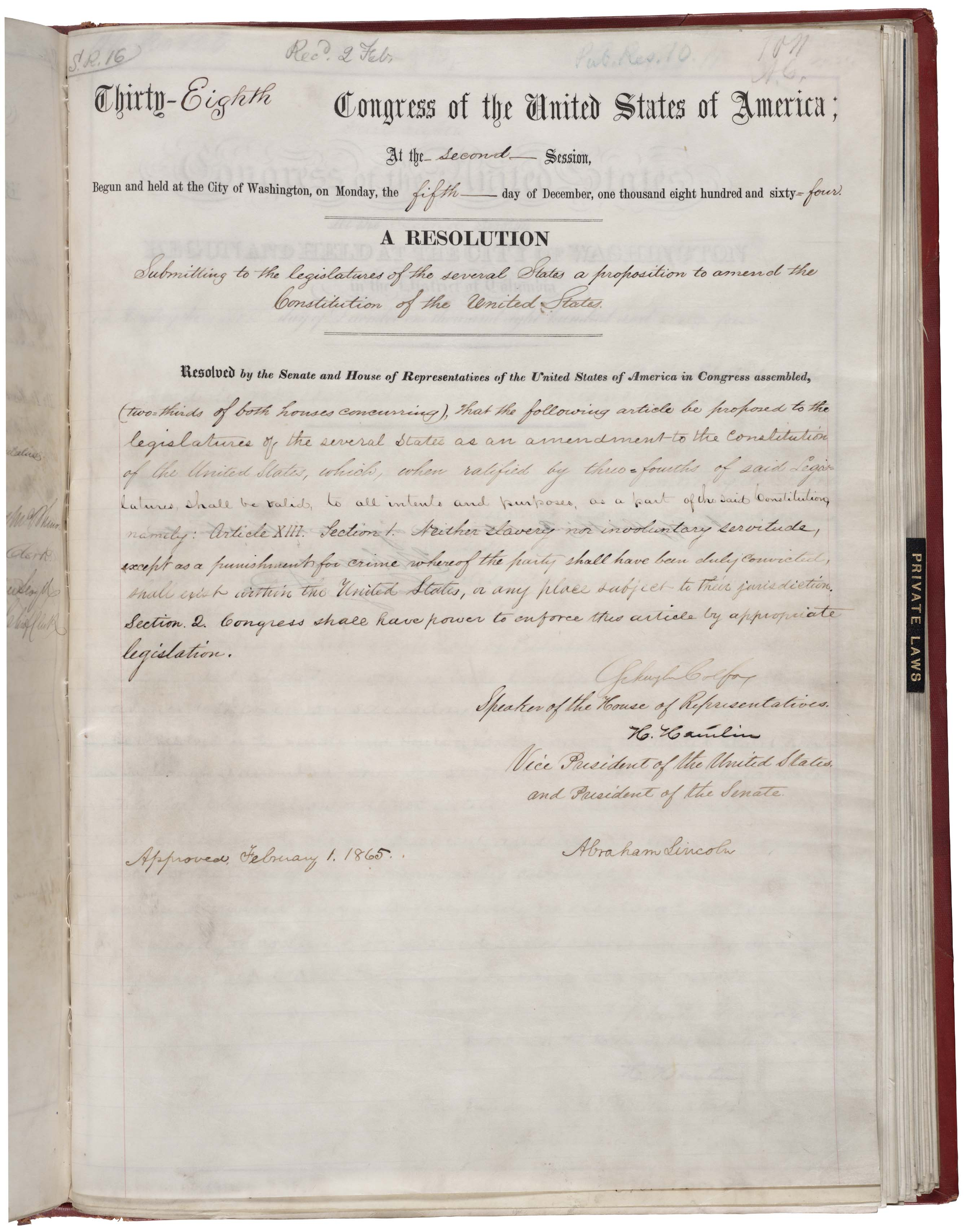
Al treisprezecelea amendament al Constituției SUA, prin care era abolită sclavia

Liderii nordiști au fost de acord că victoria finală reprezintă mai mult decât doar încetarea luptelor. Ea trebuia să cuprindă cele două scopuri ale războiului: secesiunea trebuia repudiată total, și toate formele de sclavie trebuia să fie eliminate. Ei nu au căzut de acord asupra criteriilor pentru aceste scopuri, asupra gradului de control federal ce avea să fie impus Sudului, și asupra procesului prin care statele din Sud aveau să fie reintegrate în Uniune.
Reconstrucția, care a început încă din timpul războiului și s-a terminat în 1877, a implicat o serie complexă și în rapidă schimbare de politici la nivel federal și de stat. Rezultatul pe termen lung a venit sub forma a trei amendamente ale Constituției, denumite amendamentele războiului civil: Amendamentul al 13-lea, care a abolit sclavia; Amendamentul al 14-lea, care a extins protecțiile legale federale în mod egal asupra tuturor cetățenilor indiferent de rasă; și Amendamentul al 15-lea, care a abolit restricțiile rasiale asupra dreptului de vot.
Reconstrucția a luat sfârșit în state diferite la momente diferite, ultimele trei încheindu-și perioada de Reconstrucție prin Compromisul din 1877.

### Consecințe

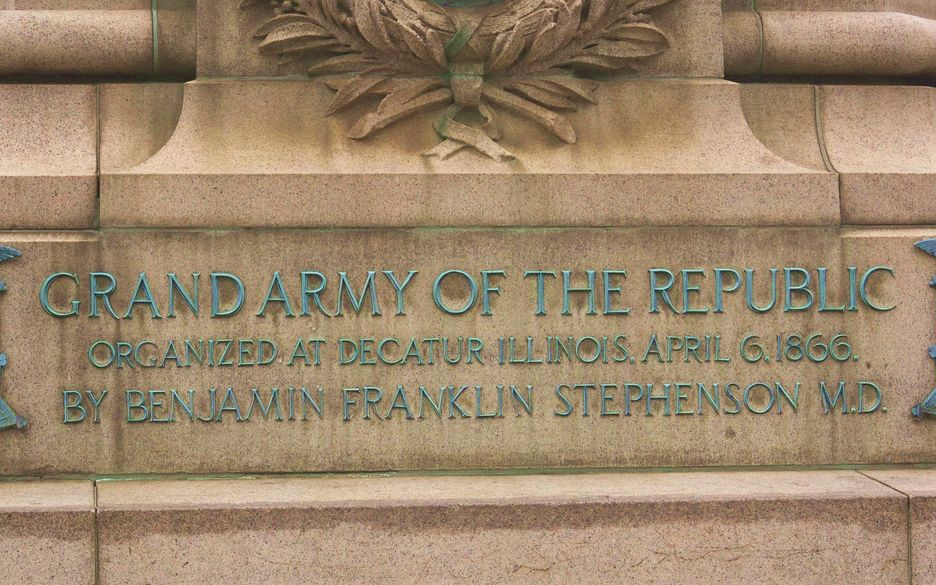
Monument în cinstea Marii Armate a Republicii, organizată după război.

Sclavia a luat sfârșit în SUA în primăvara lui 1865 când armatele confederate au capitulat. Toți sclavii din Confederație au fost eliberați prin Proclamația de emancipare, care stipula că toți sclavii din zonele confederate erau declarați liberi. Sclavii din statele de graniță și din regiunile Sudului controlate de Uniune au fost eliberați prin acțiunea statelor sau prin Amendamentul al 13-lea la Constituția SUA (la 6 decembrie 1865). Restaurarea totală a Uniunii a fost urmarea eforturilor unei perioade controversate, denumită Reconstrucția. Războiul s-a soldat cu aproximativ 1.030.000 de morți (3% din populație), inclusiv 620.000 de soldați omorâți de boli. Războiul civil a produs mai mulți morți decât toate celelalte războaie ale Statelor Unite la un loc. Cauzele războiului, motivele rezultatului său, și chiar numele conflictului sunt încă subiect de controversă între istorici. Aproximativ 4 milioane de sclavi negri au fost eliberați în perioada 1861-1865. Pe baza rezultatelor recensământului din 1860, 8% din toți bărbații albi între 13 și 43 de ani au murit în război, cifra defalcată pe cele două tabere fiind de 6% din cei din Nord și 18% din cei din Sud.
O cauză pentru numărul uriaș de morți din timpul războiului a fost utilizarea tacticilor napoleoniene, cum ar fi șarjele. Cu adaosul puștilor mai precise și (spre sfârșitul războiului, în armata unionistă) armelor de foc cu repetiție, cum ar fi carabina cu repetiție Spencer și câteva arme Gatling (predecesoare ale mitralierelor), soldații erau decimați în câmp deschis. Astfel s-a recurs la tranșee, tactică ce avea să fie folosită intensiv în Primul Război Mondial.